# ميزات جديدة لنظام التشغيل ويندوز إكس بي

ويندوز اكس بي

ميزات جديدة لنظام التشغيل ويندوز إكس بي (بالإنجليزية: Performance and kernel improvements) باعتباره الإصدار التالي من نظام التشغيل ويندوز إن تي بعد نظام التشغيل ويندوز2000، وكذلك خليفة نظام التشغيل ويندوز ميلينيوم، قدم نظام التشغيل ويندوز إكس بي العديد من الميزات الجديدة ولكنه أزال بعض الميزات الأخرى أيضًا.

## واجهة المستخدم والمظهر

### الرسومات
مع تقديم نظام التشغيل ويندوز إكس بي، تم تقديم النظام الفرعي GDI+ المعتمد على البرنامج سي++ فقط ليحل محل بعض وظائف واجهة جهاز الرسومات (GDI). يضيف GDI+ رسومات ثنائية الأبعاد مصقولة، وأنسجة، وإحداثيات النقطة العائمة، وتظليل متدرج، وإدارة مسار أكثر تعقيدًا، وتصفية ثنائية التكعيب، ودعم جوهري لتنسيقات ملفات الرسومات الحديثة مثل جيه بي إي جي وبي إن جي، ودعم تكوين التحويلات المتقاربة في مسار العرض ثنائي الأبعاد. يستخدم GDI+ قيم ألفا أحمر أخضر أزرق (RGBA) لتمثيل اللون. يظهر استخدام هذه الميزات في واجهة مستخدم ويندوز إكس بي (تسميات أيقونات سطح المكتب الشفافة، والظلال المسقطة لتسميات الأيقونات على سطح المكتب، والظلال أسفل القوائم، ومستطيل التحديد الأزرق الشفاف في ويندوز اكسبلورر، وأجزاء المهام المنزلقة وأزرار شريط المهام)، والعديد من ميزاته تطبيقات مثل مايكروسوفت Paint، وويندوز Picture and Fax Viewer، وPhoto Printing Wizard، وشاشة توقف My Pictures Slideshow، ووجودها في طبقة الرسومات الأساسية يبسط إلى حد كبير عمليات تنفيذ أنظمة الرسومات المتجهة مثل Flash أوSVG. يمكن شحن مكتبة GDI+ الديناميكية مع أحد التطبيقات واستخدامها ضمن الإصدارات الأقدم من ويندوز. كما تم رفع العدد الإجمالي لمقابض GDI لكل جلسة في نظام التشغيل ويندوز إكس بي من 16,384 إلى 65,536 (يمكن تكوينه من خلال السجل).
يأتي ويندوز إكس بي مزودًا بـ DirectX 8.1، الذي يوفر ميزات جديدة رئيسية لـ DirectX Graphics إلى جانب DirectX Audio (كل من DirectSound وDirectMusic)، وDirectPlay، و DirectInput، و DirectShow. قدم Direct3D قابلية البرمجة في شكل تظليل قمة الرأس والبكسل، مما يمكّن المطورين من كتابة التعليمات البرمجية دون القلق بشأن حالة الأجهزة الزائدة عن الحاجة، والضباب، ورسم خرائط النتوءات، ورسم خرائط النسيج. تم إصدار DirectX 9 في عام (2003)، والذي شهد أيضًا تنقيحات رئيسية لـ دايركت ثري دي وDirectSound وDirectMusic ودايركت شو. أضاف دايركت ثري دي 9 إصدارًا جديدًا من لغة التظليل عالية المستوى، ودعم تنسيقات نسيج الفاصلة العائمة، وأهداف العرض المتعددة، وعمليات البحث عن النسيج في تظليل الرأس. يمكن ترقية نظام التشغيل ويندوز إكس بي إلى DirectX 9.0c (Shader Model 3.0).

#### نوع واضح

رسم متحرك يوضح الفرق في عرض الخط باستخدام الحواف العادية مقابل ClearType (تم تمييز الإطار الذي يظهر الأخير بدائرة برتقالية)

يتضمن نظام التشغيل ويندوز إكس بي عرض ClearType للبكسل الفرعي، مما يجعل الخطوط التي تظهر على الشاشة أكثر سلاسة وأكثر قابلية للقراءة على شاشات الكريستال السائل (LCD). على الرغم من أن ClearType له تأثير على شاشات CRT، إلا أن استخدامه الأساسي يكون لشاشات العرض المستندة إلى LCD/TFT (الكمبيوتر المحمول والكمبيوتر المحمول و"الشاشات المسطحة" الحديثة). يدعم ClearType في نظام التشغيل ويندوز إكس بي حاليًا بنيات البكسل الفرعية RGB وBGR. هناك معلمات أخرى مثل التباين الذي يمكن ضبطه عبر ClearType Tuner powertoy الذي توفره مايكروسوفت للتنزيل المجاني من موقع Typography على الويب.

##### قائمة البدأ
في نظام التشغيل ويندوز إكس بي، تم تحديث الزر "ابدأ" لدعم قانون Fitts. لمساعدة المستخدم على الوصول إلى نطاق أوسع من الوجهات المشتركة بسهولة أكبر من موقع واحد، تم توسيع القائمة "ابدأ" إلى عمودين يركز العمود الأيسر على التطبيقات المثبتة للمستخدم، بينما يوفر العمود الأيمن إمكانية الوصول إلى مستندات المستخدم وروابط النظام التي كانت موجودة مسبقًا على سطح المكتب. يتم عرض الروابط الخاصة بالمستندات والصور والمجلدات الخاصة الأخرى في المقدمة. تم أيضًا نقل أيقونات جهاز الكمبيوتر ومواضع شبكة الاتصال (جوار الشبكة في نظامي التشغيل ويندوز 95 و98) من سطح المكتب إلى قائمة "ابدأ"، مما يسهل الوصول إلى هذه الرموز أثناء فتح عدد من التطبيقات وبذلك يظل سطح المكتب نظيفًا . علاوة على ذلك، يمكن تكوين هذه الروابط لتوسيعها كقائمة متتالية. يتم عرض البرامج المستخدمة بشكل متكرر تلقائيًا في العمود الأيسر، ويتم تمييز البرامج المثبتة حديثًا، ويمكن للمستخدم اختيار "تثبيت" البرامج في قائمة البداية بحيث يمكن الوصول إليها دائمًا دون الحاجة إلى التنقل عبر مجلدات البرامج. يتم تثبيت متصفح الإنترنت الافتراضي وبرنامج البريد الإلكتروني الافتراضي في قائمة ابدأ. قائمة ابدأ قابلة للتخصيص بالكامل، ويمكن إضافة الروابط أو إزالتها يمكن ضبط عدد البرامج المستخدمة بشكل متكرر ليتم عرضها. تتوسع قائمة "كافة البرامج "مثل قائمة "ابدأ" الكلاسيكية لاستخدام الشاشة بأكملها ولكن يمكن ضبطها لتمرير البرامج. يظهر أيضًا اسم المستخدم وصورة حساب المستخدم في القائمة "ابدأ".

###### شريط المهام
تم أيضًا تحديث أزرار شريط المهام لتشغيل التطبيقات والتشغيل السريع لقانون Fitt. لا يمنع قفل شريط المهام من تغيير حجمه أو نقله عن طريق الخطأ فحسب، بل يتم أيضًا قفل عناصر مثل التشغيل السريع وDeskBands الأخرى من النقل عن طريق الخطأ. تجمع ميزة تجميع شريط المهام بين أزرار متعددة لنفس التطبيق في زر واحد، والذي عند النقر عليه، تظهر قائمة تسرد جميع النوافذ المجمعة وأرقامها. يمكن تكوين خيارات التجميع المتقدمة على شريط المهام من السجل. يمكن للمستخدم اختيار إظهار أو إخفاء أو إخفاء بعض أو كل رموز منطقة الإعلام دائمًا إذا كانت غير نشطة لبعض الوقت. زر يسمح للمستخدم بالكشف عن كافة الرموز. يعرض شريط المهام أيضًا، إذا تم ضبطه على ارتفاع أكثر سمكًا، اليوم والتاريخ في منطقة الإعلام.

###### مستكشف ويندوز
هناك تغييرات هامة تم إجراؤها على ويندوز اكسبلورر في نظام التشغيل ويندوز إكس بي، سواء من الناحية المرئية أو الوظيفية. ركزت مايكروسوفت بشكل خاص على جعل مستكشف ويندوز أكثر قابلية للاكتشاف وأكثر اعتماداً على المهام، بالإضافة إلى إضافة عدد من الميزات لتعكس الاستخدام المتزايد للكمبيوتر باعتباره "مركزًا رقميًا".

###### جزء المهام
يتم عرض جزء المهام على الجانب الأيسر من النافذة بدلاً من عرض شجرة المجلدات التقليدية عند إيقاف تشغيل جزء التنقل. يقدم للمستخدم قائمة بالإجراءات والوجهات الشائعة ذات الصلة بالدليل الحالي أو الملف (الملفات) المحدد. على سبيل المثال، عندما تكون في دليل يحتوي في الغالب على صور، يتم عرض مجموعة من "مهام الصور"، مما يوفر خيارات لعرض هذه الصور كعرض شرائح، أو طباعتها، أو الاتصال بالإنترنت لطلب المطبوعات. على العكس من ذلك، فإن المجلد الذي يحتوي على ملفات الموسيقى سيوفر خيارات لتشغيل هذه الملفات في مشغل الوسائط، أو الاتصال بالإنترنت لشراء الموسيقى.
يحتوي كل مجلد أيضًا على "مهام الملفات والمجلدات"، مما يوفر خيارات لإنشاء مجلدات جديدة ومشاركة مجلد على الشبكة المحلية ونشر الملفات أو المجلدات على موقع ويب باستخدام معالج النشر على الويب، ومهام شائعة أخرى مثل النسخ وإعادة التسمية والنقل وحذف الملفات أو المجلدات. أنواع الملفات التي حددت نفسها على أنها قابلة للطباعة لديها أيضًا خيار مدرج لطباعة الملف.
أسفل مهام الملفات والمجلدات توجد "أماكن أخرى"، والتي تسرد دائمًا المجلد الأصلي للمجلد الذي يتم عرضه وتتضمن روابط إضافية إلى مواقع شائعة أخرى مثل "جهاز الكمبيوتر" و"لوحة التحكم" و"المستندات" أو المواقع التي تم التنقل فيها سابقًا. تتغير هذه وفقًا للمجلد الذي كان المستخدم فيه.

###### جزء التنقل
يقوم زر "المجلدات" الموجود على شريط أدوات ويندوز اكسبلورر بالتبديل بين جزء التنقل التقليدي الذي يحتوي على العرض الشجري للمجلدات وجزء المهام. يمكن للمستخدمين أيضًا إغلاق جزء التنقل عن طريق النقر فوق الزر "إغلاق" الموجود في الزاوية اليمنى بالإضافة إلى إيقاف تشغيل جزء المهام من "خيارات المجلد".
تم تحسين جزء التنقل في نظام التشغيل ويندوز إكس بي لدعم "عرض المجلد البسيط" والذي عند تشغيله يخفي الخطوط المنقطة التي تربط المجلدات والمجلدات الفرعية وتجعل المجلدات قابلة للتصفح بنقرة واحدة مع الاستمرار في النقر المزدوج في الجزء الأيسر. يؤدي النقر مرة واحدة في عرض المجلد البسيط تلقائيًا إلى توسيع المجلد والنقر فوق مجلد آخر يؤدي تلقائيًا إلى توسيع هذا المجلد وطي المجلد السابق.

###### التجميع والفرز
قدم نظام التشغيل ويندوز إكس بي عددًا كبيرًا من خصائص البيانات التعريفية التي تظهر كأعمدة في عرض "التفاصيل" في اكسبلورر، وفي عرض Tiles الجديد في اكسبلورر، وفي علامة التبويب "الملخص" في خصائص الملف، وفي تلميح الأدوات الخاص بالملف، وفي شريط حالة اكسبلورر عند تحديد ملف واحد. يكتسب المستخدمون أيضًا القدرة على الفرز حسب أي خاصية يتم تشغيلها في عرض "التفاصيل". يمكن للمطورين كتابة ملحقات Shell لمعالج الأعمدة لتحديد خصائصهم الخاصة التي يمكن من خلالها فرز الملفات. يتم تمييز العمود الذي يتم فرز العناصر من خلاله. يمكن فرز الملفات والمجلدات بترتيب تصاعدي أو تنازلي في جميع طرق العرض، وليس فقط في طريقة عرض التفاصيل. لعكس الترتيب، يمكن للمستخدم ببساطة إجراء الفرز حسب نفس الخاصية مرة أخرى. كما أصبح ترتيب الفرز أكثر سهولة مقارنة بالترتيب الموجود في نظام التشغيل ويندوز 2000. بالنسبة لأسماء الملفات التي تحتوي على أرقام، يحاول ويندوز اكسبلورر الآن الفرز استنادًا إلى القيمة الرقمية بدلاً من مجرد مقارنة كل رقم برقم لكل موضع حرف في اسم الملف. على سبيل المثال، الملفات التي تحتوي على "1"، "2". سيتم فرز "10" بشكل بديهي حيث يظهر "10" بعد "9" بدلاً من الظهور بين "1" و"2".
يحتوي الجزء الأيمن من ويندوز اكسبلورر على ميزة "إظهار في مجموعات" التي تسمح لـ اكسبلورر بفصل محتوياته حسب العناوين بناءً على أي حقل يتم استخدامه لفرز العناصر. وبالتالي يمكن تجميع العناصر حسب أي تفاصيل يتم تشغيلها. يتوفر خيار "العرض في المجموعات" في طرق عرض الصور المصغرة والإطارات والأيقونات والتفاصيل.

###### يبحث
قدمت مايكروسوفت رفاق البحث المتحركين في محاولة لجعل البحث أكثر جاذبية وسهولة. الشخصية الافتراضية هي جرو يُدعى روفر، مع توفر ثلاث شخصيات أخرى (ميرلين الساحر، وإيرل راكب الأمواج، وكورتني). مرافقة البحث هذه المدعومة بتقنية مايكروسوفت Agent، تحمل قدرًا كبيرًا من التشابه مع مساعدي أوفيس في مايكروسوفت أوفيس، حتى أنها تتضمن "الحيل" والمؤثرات الصوتية. إذا رغب المستخدم، يمكنه أيضًا إيقاف تشغيل الشخصية المتحركة بالكامل.
إن إمكانية البحث نفسها تشبه إلى حد ما نظامي ويندوز Me وويندوز 2000، مع بعض الإضافات المهمة. يمكن لخدمة الفهرسة استخراج خصائص Exif، بالإضافة إلى بعض البيانات التعريفية لملفات ASF وWMV وMP3 ضمن نظام التشغيل ويندوز إكس بي عبر واجهة IPropertyStorage باستخدام Null Filter المدمج. يمكن أيضًا توجيه البحث للبحث فقط في الملفات المصنفة بشكل قاطع "المستندات" أو "الصور والموسيقى والفيديو" (البحث حسب النوع المدرك) هذه الميزة جديرة بالملاحظة إلى حد كبير بسبب كيفية تحديد ويندوز لأنواع الملفات التي يمكن تصنيفها ضمن هذه الفئات. إضافة مهمة أخرى هي أن حقل "البحث في" يقبل ويوسع متغيرات البيئة لإدخال مختصر للمسارات الطويلة. كما يمكن للمستخدمين أيضًا تكوين ما إذا كان نظام التشغيل ويندوز إكس بي يبحث عن النظام و/أو الملفات والمجلدات المخفية أم لا. باستخدام Tweak UI، يمكن استعادة واجهة مستخدم البحث إلى الواجهة المستخدمة بواسطة ويندوز 2000.

###### التعامل مع الصور في اكسبلورر
يعمل نظام التشغيل ويندوز إكس بي على تحسين معاينة الصورة من خلال تقديم عرض شريط الأفلام الذي يعرض الصور في صف أفقي واحد ومعاينة كبيرة للصورة المحددة حاليًا فوقه. تعمل أزرار "الرجوع" و"السابق" على تسهيل التنقل عبر الصور، كما يوفر زوج من أزرار "التدوي" إمكانية تدوير الصور بزاوية 90 درجة في اتجاه عقارب الساعة وعكس اتجاه عقارب الساعة. يمكن تشغيل طريقة عرض شريط الصور مثل أي طريقة عرض أخرى لكل مجلد. سيكون هذا العرض متاحًا إذا تم تحديد عرض مجلد "المهام المشتركة" الجديد، وليس مع عرض مجلد "ويندوز كلاسيك". بصرف النظر عن وضع عرض شريط الأفلام، يوجد عرض "الصور المصغرة"، والذي يعرض صورًا بحجم الصورة المصغرة في المجلد ويعرض أيضًا الصور التي قد يحتوي عليها المجلد الفرعي (4 بشكل افتراضي) متراكبة على رمز مجلد كبير. يمكن تخصيص عرض الصورة المصغرة للمجلد من علامة التبويب "تخصيص" التي يمكن الوصول إليها من خصائصه، حيث يمكن للمستخدمين أيضًا تغيير رمز المجلد وتحديد نوع القالب (الصور والموسيقى ومقاطع الفيديو والمستندات) لهذا المجلد وجميع مجلداته الفرعية بشكل اختياري. يمكن ضبط حجم وجودة الصور المصغرة في عرض "الصور المصغرة" باستخدام Tweak UI أوالتسجيل. تظهر أيضًا بيانات تعريف Exif المخزنة في الصورة في خصائص الملف علامة تبويب الملخص ، وفي عرض "التفاصيل" وفي أي عرض على شريط الحالة. يقوم ويندوز إكس بي بشكل اختياري بتخزين الصور المصغرة في ملف "Thumbs.db" في نفس المجلد الذي توجد به الصور بحيث يتم إنشاء الصور المصغرة بشكل أسرع في المرة التالية. يمكن إجبار الصور المصغرة على التجدد عن طريق النقر بزر الماوس الأيمن على الصورة في عرض الصورة المصغرة أو شريط الأفلام وتحديد "تحديث الصورة المصغرة".

###### تشغيل تلقائي
يقوم التشغيل التلقائي بفحص الوسائط والأجهزة القابلة للإزالة المكتشفة حديثًا، واستنادًا إلى محتوى مثل الصور أو الموسيقى أو ملفات الفيديو، يقوم بتشغيل التطبيق المناسب لتشغيل المحتوى أو عرضه. تم إنشاء التشغيل التلقائي (يجب عدم الخلط بينه وبين التشغيل التلقائي) لتبسيط استخدام الأجهزة الطرفية – مشغلات إم بي 3 وبطاقات الذاكرة وأجهزة تخزين USB وغيرها – عن طريق بدء تشغيل البرنامج المطلوب تلقائيًا للوصول إلى المحتوى الموجود على هذه الأجهزة وعرضه. يمكن تحسين التشغيل التلقائي بواسطة البرامج والأجهزة المتوافقة مع التشغيل التلقائي. يمكن للمستخدم تهيئته لربط التطبيقات المفضلة بأحداث وإجراءات التشغيل التلقائي. تسمى هذه الإجراءات معالجات التشغيل التلقائي وهناك مجموعات من المعالجات المرتبطة بأنواع مختلفة من المحتوى. يمكن إضافة معالجات التشغيل التلقائي الجديدة إلى النظام عند تثبيت برامج إضافية. يمكن للمستخدم تحرير أو حذف أو إنشاء معالجات التشغيل التلقائي باستخدام TweakUI. يمكن تكوين إعدادات التشغيل التلقائي لكل جهاز في نظام التشغيل ويندوز إكس بي من خصائص الجهاز.
عندما يقوم المستخدم بإدخال قرص ضوئي في محرك الأقراص أو توصيل كاميرا USB، يكتشف ويندوز الوصول ويبدأ عملية فحص الجهاز أو البحث في الوسيط. إنه يبحث عن خصائص الجهاز أو المحتوى على الوسيط بحيث يمكن للتشغيل التلقائي تقديم مجموعة من الخيارات المفيدة للمستخدم. عندما يقوم المستخدم باختيار معين، يكون لديه أيضًا خيار جعل هذا التحديد تلقائيًا في المرة التالية التي يرى فيها ويندوز ذلك المحتوى أو الجهاز. تختلف أنواع المحتوى المتوفرة باختلاف نوع محرك الأقراص المحدد.

###### تحسينات أخرى على الصدفة وواجهة المستخدم
- قدم نظام التشغيل ويندوز إكس بي مفهوم الأنواع المدركة، مما يسهل على التطبيقات تسجيل نفسها مع أنواع الملفات، حتى لو تغير البرنامج الافتراضي وProgID المرتبط به.[13] كما سهلت الأنواع المدركة على المستخدمين النهائيين البحث في الملفات دون تحديد امتدادات الملفات الفردية.
- سلة المحذوفات لكل مستخدم لوحدات تخزين NTFS. في الإصدارات السابقة من نظام التشغيل ويندوز NT، كان بإمكان أحد المستخدمين رؤية الملفات المحذوفة الخاصة بالمستخدم الآخر والموجودة في "سلة المحذوفات".
- خيارات المجلد لاستعادة نوافذ المجلدات المفتوحة مسبقًا عند تسجيل الدخول (استعادة جلسات عمل اكسبلورر).[14]
- تلميحات معلوماتية قابلة للتخصيص على أساس كل فئة ملف (نوع الملف) دون كتابة امتدادات الصدفة.[15]
- يعتمد ويندوز اكسبلورر على المحتوى، أي أنه يحاول اكتشاف النوع السائد من الملفات في المجلد ثم يقوم بتحديد العرض الأكثر ملاءمة للمستخدم تلقائيًا ما لم يقوم المستخدم بتعيين العرض يدويًا.
- لمنع التطبيقات من الاستيلاء على اقترانات الملفات المسجلة بالفعل مع البرنامج الافتراضي الذي تم تعيينه بشكل صريح من قبل المستخدم، يمنع نظام التشغيل ويندوز إكس بي اقترانات الملفات البرمجية إذا تم استخدام مربع الحوار "فتح باستخدام" أو علامة التبويب "أنواع الملفات" من قبل المستخدمين لتجاوز الإعداد الافتراضي.
- تمت إضافة طريقة عرض "البلاطات"، والتي تعرض أيقونة الملف بحجم أكبر (48 × 48)، وتضع اسم الملف والنوع الوصفي والمعلومات الإضافية التي يتم من خلالها فرز العناصر (عادةً حجم الملف لملفات البيانات، واسم الناشر للتطبيقات) على اليمين.
- يمكن قفل أشرطة الأدوات لمنع نقلها عن طريق الخطأ. تمت إضافة هذه الإمكانية نفسها أيضًا إلى أشرطة أدوات انترنت اكسبلورر.
- تم استبدال ميزة "صف الأيقونات" في قائمة السياق بميزة "محاذاة إلى الشبكة" والتي عند تشغيلها تقوم دائمًا بصف الأيقونات.
- بالنسبة لأنواع الملفات غير المعروفة/غير المحددة والتي قد يرتبك المستخدمون قليلو الخبرة عند النقر عليها مرتين، يمكن لنظام التشغيل ويندوز إكس بي الاتصال بخدمة ويب تعرض معلومات إضافية حول نوع الملف هذا والبرنامج الذي تم إنشاؤه أو يمكنه فتح هذا النوع من الملفات.
- إذا تم وضع صورة باسم "Folder.jpg" داخل مجلد، فسيتم استخدام تلك الصورة كصورة مصغرة لذلك المجلد وكصورة ألبوم لملفات الوسائط في ويندوز Media Player.
- يمكن عرض الملفات المشفرة بنظام EFS بلون بديل (الأخضر بشكل افتراضي) بدءًا من نظام التشغيل ويندوز إكس بي.
- تظهر معلومات حجم الملف والمجلد في تلميحات الأدوات عند تحريك الماوس. بالنسبة للمجلدات، يتم عرض الحجم والمحتويات الجزئية للمجلد.
- عند فتح أكثر من 15 ملفًا في عملية واحدة، أي عن طريق تحديد ملفات متعددة والضغط على زر الإدخال، يحذر ويندوز إكس بي المستخدم من أن ويندوز اكسبلورر قد يصبح غير مستجيب، لكنه لا يزال يسمح للمستخدم بالقيام بذلك.
- يدعم ويندوز اكسبلورر نموذجًا أساسيًا جدًا لإعادة تسمية العناصر الجماعية.
- أشرطة التقدم على شكل سرادق.
- يوفر عنصر تحكم الارتباط التشعبي في النظام عناصر تحكم مشتركة.

###### عارض الصور والفاكس في نظام التشغيل ويندوز
يتضمن نظام التشغيل ويندوز إكس بي ويندوز Picture and Fax Viewer الذي يعتمد على GDI+ وهو قادر على عرض تنسيقات الصور التي يدعمها GDI+، وهي جيه بي إي جي وبي إم بي وبي إن جي وGIF (بما في ذلك صور GIF المتحركة) وICO وWMF وEMF وTIFF ملفات. وهو يحل محل جزء من وظائف التصوير لنظام التشغيل ويندوز في الإصدارات السابقة من ويندوز.
تم دمج عارض الصور والفاكس في ويندوز مع ويندوز اكسبلورر لوظائف مثل عرض الشرائح والبريد الإلكتروني والطباعة وما إلى ذلك، ويبدأ تشغيله بسرعة عند النقر المزدوج على الصورة في ويندوز اكسبلورر. وهو يدعم الإدارة الكاملة للملفات من داخل العارض نفسه، أي أن النقر بزر الماوس الأيمن على الصورة يظهر نفس قائمة السياق التي تظهر عند النقر بزر الماوس الأيمن على الصورة في ويندوز اكسبلورر. يمكن تعيين الصور كخلفية لسطح المكتب من قائمة السياق. وهو يدعم العرض المتتالي لجميع الصور في المجلد الحالي والتكرار عبر الصور، أي أنه بعد عرض الصورة الأخيرة في الدليل، فإنه يعرض الصورة الأولى مرة أخرى والعكس صحيح. افتراضيًا، يتم عرض الصور الأصغر من دقة عرض المستخدم بحجمها الفعلي. إذا كانت الصورة أكبر من دقة العرض، فسيتم تغيير حجمها لتلائم الشاشة (الملاءمة الأفضل). يمكن تكبير الصور أو تصغيرها حسب منطقة العرض. عند الانتهاء من ذلك، تسمح أشرطة التمرير بعرض جميع مناطق الصورة. يحتوي على أزرار شريط الأدوات القياسية للحذف والطباعة والنسخ إلى والفتح باستخدام. يقوم الزر "نسخ إلى" بتحويل الصورة إلى تنسيق مختلف مدعوم في GDI+، أي جيه بي إي جي أوBMP أوGIF أوTIFF أوبي إن جي. يقوم زر الطباعة بتشغيل معالج طباعة الصور الذي يسمح بطباعة الصور مع عناوين الصور باستخدام تخطيطات مختلفة للصفحة مثل مطبوعات الصفحة الكاملة أو مطبوعات المحفظة أو أوراق الاتصال الفهرس أو أبعاد ثابتة معينة مع قص الصور أو تدويرها لتناسب الصفحة. يعرض المعالج معاينة لما ستبدو عليه الصفحة المطبوعة مع الخيارات المحددة حاليًا. يمكن لـ ويندوز Picture and Fax Viewer أيضًا تدوير الصور في اتجاه عقارب الساعة أو عكس اتجاه عقارب الساعة، أو بدء عرض شرائح لجميع الصور أو الصور المحددة في المجلد، أو إرسالها بالبريد الإلكتروني عن طريق تحديد خيار "إرسال إلى مستلم البريد". تتيح الخيارات الإضافية إرسال الصورة بالبريد بالحجم الكامل، أو بأبعاد البكسل: 640 × 480، و800 × 600، و1024 × 768. باستخدام Tweak UI، يمكن ضبط الوقت بين الصور أثناء عرض الشرائح.
يتعرف عارض الصور والفاكس في ويندوز على ملفات تعريف ألوان ICC V2 المضمنة في ملفات JPG وTIFF. يتم عرض ملفات GIF بالرسوم المتحركة الكاملة، حتى عند تكبيرها. يمكن إضافة تعليقات توضيحية إلى ملفات TIFF باستخدام شريط أدوات التعليقات التوضيحية الذي يظهر أسفل الشاشة. يمكن رسم خطوط على صورة TIFF وإضافة النص إليها. يمكن تحديد مناطق الصورة وإخفائها. يستطيع ويندوز Picture and Fax Viewer أيضًا عرض ملفات TIFF متعددة الصفحات. ومع ذلك، فإن صور TIFF مع ضغط جيه بي إي جي غير مدعومة بشكل كامل. الزر الأخير على شريط الأدوات القياسي يفتح الصورة للتحرير بشكل افتراضي، في مايكروسوفت Paint ومع ذلك، يمكن تسجيل أي تطبيق تحرير لهذا الزر في العارض. يقوم ويندوز Picture and Fax Viewer بحفظ وتذكر موضع النافذة وحجمها ويدعم اختصارات لوحة المفاتيح لجميع عملياته.
تنسيقات الصور الأولية، وهي التنسيقات المفضلة في التصوير الفوتوغرافي الاحترافي غير مدعومة، ومع ذلك، أصدرت مايكروسوفت تحديثًا لاحقًا يسمى RAW Image Thumbnailer and Viewer لنظام التشغيل ويندوز إكس بي لعرض بعض ملفات الصور الأولية.

###### تحسينات التخصيص وسهولة الاستخدام
- يتضمن نظام التشغيل ويندوز إكس بي مجموعة جديدة من الأنماط المرئية المعروفة باسمها الرمزي "Luna". تتوفر الواجهة بثلاثة أنظمة ألوان، وهي تعتمد على المهام أكثر من الواجهة الأساسية المضمنة منذ نظام التشغيل ويندوز 95، مع الخيارات المتاحة في نوافذ اكسبلورر للتفاعل مع كل ملف. ومع ذلك، يمكن للمستخدم اختيار العودة بالكامل إلى واجهة المستخدم "الكلاسيكية" السابقة لنظام التشغيل ويندوز إكس بي. يمكن للمطورين الاستفادة من الأنماط المرئية من خلال استخدام Comctl32.dll v6.0 في برامجهم.[23]
- تسمح خصائص العرض الخاصة بنظام التشغيل ويندوز إكس بي للمستخدمين بحفظ تخصيصاتهم على شكل سمات. كانت هذه الميزة في السابق جزءًا من مايكروسوفت Plus.
- دعم الرمز والمؤشر لعمق الألوان 24 بت مع قناة ألفا 8 بت.[24] تعاقدت مايكروسوفت مع The Iconfactory الذي أنشأ أكثر من 100 رمزًا ملونًا لشركة مايكروسوفت ليتم تضمينها في نظام التشغيل ويندوز إكس بي.[25] تمت أيضًا زيادة حد الموارد المكون من 10 أيقونات.[26] بالنسبة لشاشات DPI العالية، يدعم نظام التشغيل ويندوز إكس بي أحجام المؤشر الأكبر.[27]
- استخدام الرموز النقطية بدلاً من العلامات النجمية في حقول كلمة المرور الخاصة بعنصر تحكم TextBox، على سبيل المثال، "•••" بدلاً من "***".
- يتم عرض العديد من الرسائل الإعلامية والحاسمة والتحذيرية في نظام التشغيل ويندوز إكس بي كإشعارات بالونية تتلاشى تلقائيًا بعد فترة وحالة محددة مسبقًا، بدلاً من إظهارها كمربعات حوار تتطلب تفاعلاً من المستخدم.
- أحداث صوتية جديدة قابلة للتكوين لتوصيل الجهاز ، وقطع اتصال الجهاز، وفشل الجهاز في الاتصال، واكتملت الطباعة، والفاكس الجديد، وخطأ الفاكس، وإخطار النظام، وتسجيل الدخول إلى ويندوز، وتسجيل الخروج من ويندوز.
- تم تأليف مجموعة غنية من التسجيلات الأوركسترالية الحية لموسيقى وأصوات النظام الخاصة بجولة ويندوز إكس بي بواسطة الملحن بيل براون.[28]
- الموسيقى الشهيرة التي يتم تشغيلها أثناء تجربة المنتج الجاهز، والإعداد عند التشغيل الأول حيث يمكن للمستخدم الاتصال بالإنترنت، واختيار ما إذا كان يريد الحصول على تحديثات تلقائية، واختيار اسم المستخدم الخاص به، موجود في القطعة تحمل اسم "Velkommen" وألحانها ستان ليبارد. ومع ذلك، لم يسمع العديد من المستخدمين الموسيقى لأنه سيتم تثبيت معظم برامج تشغيل بطاقة الصوت بعد عملية الإعداد هذه. تم استخدام هذه القطعة أيضًا في جولة انترنت اكسبلورر 3 Starter Kit.[29][30][31]
- تظليل النافذة الذي يسمح للمستخدم بتصغير النافذة الرئيسية أو نقلها أو إغلاقها حتى في حالة عدم استجابة التطبيق.[32]

###### إطار خدمات النصوص
إطار عمل خدمات النص (TSF)، هو إطار عمل COM وواجهة برمجة التطبيقات (API) المقدمة في نظام التشغيل ويندوز إكس بيا لذي يدعم إدخال النص المتقدم ومعالجة النص. تم تصميم إطار خدمات النصوص لتقديم ميزات متقدمة لمعالجة النصوص والكلمات للتطبيقات. وهو يدعم ميزات مثل الدعم متعدد اللغات، وبرامج تشغيل لوحة المفاتيح، والتعرف على الكتابة اليدوية، والتعرف على الكلام، بالإضافة إلى التدقيق الإملائي ووظائف معالجة النصوص واللغة الطبيعية الأخرى. كما أنه قابل للتنزيل لأنظمة تشغيل ويندوز الأقدم.
يعد شريط اللغة واجهة المستخدم الأساسية لـ Text Services Framework. يمكّن شريط اللغة الخدمات النصية من إضافة عناصر واجهة المستخدم إلى شريط الأدوات ويمكّن هذه العناصر عندما يكون هناك تركيز على التطبيق. من شريط اللغة، يمكن للمستخدمين تحديد لغة الإدخال والتحكم في إدخال لوحة المفاتيح والتعرف على الكتابة اليدوية والتعرف على الكلام. يوفر شريط اللغة أيضًا وسيلة مباشرة للتبديل بين اللغات المثبتة، حتى عندما يكون هناك تركيز على تطبيق غير مزود بـ TSF.

## تحسينات الأداء والنواة
يختلف نواة ويندوز إكس بي تمامًا عن نواة مجموعة أنظمة التشغيل ويندوز 9x/Me. على الرغم من ترقية نواة ويندوز 2000، إلا أن هناك تحسينات كبيرة في قابلية التوسع والاستقرار والأداء، وإن كانت واضحة للمستخدم النهائي.

### دعم المعالج
يتضمن نظام التشغيل ويندوز إكس بي دعمًا متزامنًا لمؤشرات الترابط المتعددة (hyperthreading). تعد مؤشرات الترابط المتعددة المتزامنة قدرة المعالج على معالجة أكثر من مؤشر ترابط بيانات واحد لكل نواة في المرة الواحدة.

#### إدارة الذاكرة
يدعم نظام التشغيل ويندوز إكس بي مساحة عنوان ظاهرية أكبر للنظام —1.3جيجابايت — تبلغ مساحة العنوان الظاهري المتجاورة التي يمكن أن تستخدمها برامج تشغيل الأجهزة 960 ميغابايت. تمت إعادة تصميم ويندوز إكس بي ادارة الذاكرة لاستهلاك تجمعات مقسمة إلى صفحات أقل، مما يسمح بمزيد من التخزين المؤقت وتوفير أكبر للتجميع المقسم إلى صفحات لأي مكون يحتاج إليه.
كان الحجم الإجمالي للملفات المعينة للذاكرة في نظام التشغيل ويندوز 2000 محدودًا لأن مدير الذاكرة خصص إدخالات جدول صفحات النماذج الأولية (PPTEs) للملف بأكمله، حتى إذا قام أحد التطبيقات بإنشاء طرق عرض معينة لأجزاء فقط من الملف. في نظام التشغيل ويندوز إكس بي، يتم تخصيص Prototype PTEs فقط عندما يطلبها أحد التطبيقات، مما يسمح بالملفات المعينة الأكبر حجمًا. ومن فوائد ذلك، على سبيل المثال، في حالة عمل نسخ احتياطية للملفات الكبيرة على أنظمة الذاكرة المنخفضة. حد التجمع المقسم إلى صفحات هو 470 لقد تم رفع ميغابايت من إدارة الذاكرة في نظام التشغيل ويندوز إكس بي، مع طرق عرض غير معينة يمكن إعادة استخدامها ديناميكيًا بواسطة مدير الذاكرة اعتمادًا على استخدام المجمع.
يتم قطع صفحات الذاكرة في مجموعات العمل بشكل أكثر كفاءة للأنظمة متعددة المعالجات اعتمادًا على مدى حداثة الوصول إليها. تم تقليل تنافس القفل، حيث تمت إزالة عدد من الأقفال غير الضرورية المستخدمة في مزامنة الموارد (تخصيص ذاكرة الوصول العشوائي وتعيينها من خلال ملحقات نافذة العناوين ، وإدخالات جدول صفحات النظام، وتحصيل حصص التجمع غير المقسمة إلى صفحات، وفرض رسوم على الالتزام بالصفحات). تم تقليل تنافس قفل المرسل وتم تحسين قفل رقم إطار الصفحة (PFN) لزيادة التوازي والتفاصيل. يستخدم نظام التشغيل ويندوز إكس بي أقفال الدفع على كائن مزامنة الأحداث في حالة عدم وجود تعارض لأنها تدعم الاستحواذ المشترك والحصري. تعمل أقفال الدفع على حماية إدخالات جدول المقبض في Executive وفي Object Manager (لحماية بنيات البيانات وواصفات الأمان) وإدارة الذاكرة (لحماية الأقفال المرتبطة بـ AWE). يستخدم نظام التشغيل ويندوز إكس بي آليات SYSENTER/SYSEXIT التي تتطلب دورات ساعة أقل للانتقال من وضع المستخدم ومنه إلى وضع kernel لتسريع مكالمات النظام.
يتم تمكين حد حماية كتابة صفحة kernel في نظام التشغيل ويندوز إكس بي على الأنظمة التي يصل عددها إلى 256 ميغابايت من ذاكرة الوصول العشوائي (RAM) يتم بعدها تمكين الصفحات الكبيرة لزيادة أداء ترجمة العناوين.
يقدم نظام التشغيل ويندوز إكس بي وظيفة CreateMemoryResourceNotification التي يمكنها إخطار عمليات وضع المستخدم بتوفر الذاكرة العالية أو المنخفضة حتى تتمكن التطبيقات من تخصيص المزيد من الذاكرة أو تحرير الذاكرة حسب الضرورة.

### التسجيل
في إصدارات ويندوز السابقة لنظام التشغيل ويندوز إكس بي، كان حجم التسجيل محدودًا بنسبة 80% من حجم التجمع المقسم إلى صفحات. في نظام التشغيل ويندوز إكس بي، تتم إعادة تنفيذ السجل خارج التجمع المقسم إلى صفحات؛ خلايا التسجيل هي ذاكرة تم تعيينها بواسطة مدير ذاكرة التخزين المؤقت في ذاكرة التخزين المؤقت للنظام، مما يلغي الحد الأقصى لحجم التسجيل. أصبح حجم التسجيل الآن محدودًا فقط بمساحة القرص المتوفرة. لا يزال الحد الأقصى لحجم خلية النظام، ولكن تم رفعه من 12 ميغابايت إلى 200 ميغابايت، مما يزيل المشكلة التي واجهتها إصدارات ويندوز السابقة  المتمثلة في عدم القدرة على التمهيد بسبب وجود خلية نظام كبيرة أو مجزأة. تم تحديث مدير التكوين لتقليل أثر ذاكرة السجل وتنافس القفل، وتقليل التجزئة وبالتالي أخطاء الصفحات عند الوصول إلى السجل، وتحسين الخوارزميات لتسريع معالجة استعلام التسجيل. تعمل ذاكرة التخزين المؤقت للأمان في الذاكرة على التخلص من واصفات الأمان الزائدة عن الحاجة.

#### تصحيح الأخطاء
يدعم نظام التشغيل ويندوز إكس بي تصحيح الأخطاء عبر جلسة المستخدم، وإرفاق مصحح الأخطاء ببرنامج وضع المستخدم غير المتعطل، وتفريغ مساحة ذاكرة العملية باستخدام أمر التفريغ ، ثم فصل مصحح الأخطاء دون إنهائه. يمكن إجراء التصحيح عبر منفذ FireWire وعلى النظام المحلي. يمكن تعطيل كومة التصحيح واستخدام الكومة القياسية عند تصحيح الأخطاء.

##### التعامل مع الاستثناءات الموجهة
يقدم نظام التشغيل ويندوز إكس بي دعمًا لمعالجة الاستثناءات الموجهة. يتم توفير معالجة الاستثناءات الموجهة لمبرمجي ويندوز الذين يستخدمون لغات مثل ++C وVisual Basic. لا يحل VEH محل معالجة الاستثناءات الهيكلية (SEH)، بل يتواجد VEH وSEH مع معالجات VEH التي لها الأولوية على معالجات SEH. بالمقارنة مع SEH، يعمل VEH بشكل أشبه بنظام رد اتصال الإشعارات التقليدي.
يمكن للتطبيقات اعتراض الاستثناء عن طريق استدعاء AddVectoredExceptionHandler API لمشاهدة كافة الاستثناءات أو معالجتها. يمكن ربط المعالجات الموجهة بالترتيب في قائمة مرتبطة وهي غير مرتبطة بإطار المكدس، لذلك يمكن إضافتها في أي مكان في مكدس الاستدعاءات على عكس كتل المحاولة/الالتقاط الخاصة بـ SEH.

###### كومة
يمكن تمكين اكتشاف تسرب الكومة عند إنهاء العمليات ويمكن استخدام ملحق مصحح الأخطاء للتحقيق في التسريبات. تم أيضًا تقديم عداد جديد لمراقبة أداء الكومة. يقدم نظام التشغيل ويندوز إكس بي سياسة جديدة لكومة التجزئة المنخفضة (يتم تعطيلها افتراضيًا) والتي تقوم بتخصيص الذاكرة بأحجام مميزة للكتل التي يقل حجمها عن 16 كيلو بايت لتقليل تجزئة الكومة. يمكن تمكين Low Fragmentation Heap افتراضيًا لجميع الأكوام باستخدام الأداة المساعدة LFH Heap Enabler.

###### الإدخال/الإخراج
توجد واجهات برمجة تطبيقات جديدة لإلغاء IRP وتسجيل عمليات رد اتصال عامل تصفية نظام الملفات لاعتراض وظائف الإدخال/الإخراج السريعة لنظام التشغيل. في حالات الذاكرة المنخفضة، يتم رفض الاستدعاءات "يجب أن تنجح"، مما يتسبب في حدوث تباطؤ ولكن يمنع التحقق من الأخطاء. يتم التحكم في عمليات الإدخال/الإخراج لجلب صفحة ذاكرة واحدة فقط في كل مرة، مما يزيد من قابلية التوسع بشكل عام.

###### نظام الملفات
يتضمن نظام التشغيل ويندوز إكس بي NTFS 3.1، الذي يقوم بتوسيع إدخالات جدول الملفات الرئيسية (MFT) برقم سجل MFT متكرر، وهو مفيد لاستعادة ملفات MFT التالفة. تدعم أداة تحويل NTFS، Convert.exe ، مفتاح التبديل /CvtArea الجديد بحيث يمكن كتابة ملفات بيانات التعريف NTFS إلى ملف عنصر نائب متجاور، مما يؤدي إلى نظام ملفات أقل تجزئة بعد التحويل. يدعم NTFS 3.1 أيضًا الارتباطات الرمزية على الرغم من عدم وجود أدوات أو برامج تشغيل مصاحبة لنظام التشغيل ويندوز إكس بي لإنشاء ارتباطات رمزية.
يقدم نظام التشغيل ويندوز إكس بي القدرة على تحميل وحدات تخزين NTFS للقراءة فقط. توجد واجهات برمجة تطبيقات جديدة للحفاظ على أسماء الملفات القصيرة الأصلية، ولاسترداد قائمة نقاط التثبيت (أحرف محركات الأقراص ومسارات المجلدات المحملة) لوحدة التخزين المحددة، ولتمكين التطبيقات من إنشاء ملفات كبيرة جدًا بسرعة عن طريق تعيين طول البيانات الصالحة على الملفات التي لا تحتوي على فرض كتابة البيانات بالأصفار حتى VDL (وظيفة SetFileValidData). على سبيل المثال، يمكن استخدام هذه الوظيفة لإنشاء قرص ثابت لجهاز ظاهري ذو حجم ثابت بسرعة. قوائم التحكم في الوصول الافتراضية للملفات التي تم إنشاؤها حديثًا هي للقراءة فقط لمجموعة المستخدمين ويتم منح أذونات الكتابة فقط لمجموعة المسؤولين وحساب النظام والمالك.

###### تشغيل أسرع للتطبيقات
القدرة على التمهيد في 30 كانت الثواني هدفًا تصميميًا لنظام التشغيل ويندوز إكس بي، وقد بذل مطورو مايكروسوفت جهودًا لتبسيط النظام قدر الإمكان يعد الجلب المسبق المنطقي جزءًا مهمًا من هذا فهو يراقب الملفات التي يتم تحميلها أثناء التمهيد، ويحسن مواقع هذه الملفات على القرص بحيث يتم قضاء وقت أقل في انتظار تحرك رؤوس محرك الأقراص الثابتة ويصدر طلبات إدخال/إخراج كبيرة غير متزامنة يمكن أن تتداخل مع اكتشاف الجهاز وتهيئته التي تحدث أثناء التمهيد. يعمل الجلب المسبق عن طريق تتبع البيانات المقسمة إلى صفحات التي يتم الوصول إليها بشكل متكرر والتي يتم استخدامها بعد ذلك بواسطة برنامج جدولة المهام لإنشاء ملف تعليمات الجلب المسبق في %WinDir%\Prefetch. عند تشغيل النظام أو تشغيل التطبيق، يتم جلب أي بيانات أو تعليمات برمجية موجودة في التتبع غير موجودة بالفعل في الذاكرة من القرص. تحدد نتائج الجلب المسبق السابقة السيناريو الذي استفاد أكثر وما يجب جلبه مسبقًا عند التمهيد أو الإطلاق التالي. يستخدم الجلب المسبق أيضًا نفس الخوارزميات لتقليل أوقات بدء تشغيل التطبيق. لتقليل البحث عن القرص بشكل أكبر، يتم استدعاء أداة إلغاء تجزئة القرص في وقت الخمول لتحسين تخطيط هذه الملفات وبيانات التعريف المحددة في منطقة متجاورة. يمكن تتبع عمليات التمهيد والاستئناف وتحليلها باستخدام Bootvis.exe.

###### تغييرات تسجيل الدخول والخروج
يتضمن نظام التشغيل ويندوز إكس بي ميزة Fast Logon Optimization التي تقوم بتسجيل الدخول بشكل غير متزامن دون انتظار تهيئة الشبكة بالكامل إذا لم يتم إعداد ملفات تعريف المستخدمين المتجولة. يؤدي استخدام بيانات الاعتماد المخزنة مؤقتًا إلى تجنب التأخير عند تسجيل الدخول إلى المجال. يتم تطبيق "نهج المجموعة" في الخلفية، ويتم تنفيذ البرامج النصية لبدء التشغيل أو تسجيل الدخول بشكل غير متزامن بشكل افتراضي.
يعمل نظام التشغيل ويندوز إكس بي على التوفيق بين ملفات تعريف المستخدمين المحلية والمتجولة باستخدام نسخة من محتويات السجل. لم يعد المستخدم مضطرًا للانتظار كما هو الحال في نظام التشغيل ويندوز 2000 حتى يتم إلغاء تحميل ملف التعريف. يقوم نظام التشغيل ويندوز إكس بي بحفظ خلايا التسجيل المقفلة بمفاتيح مفتوحة بعد 60 ثانية بحيث يمكن حفظ تغييرات ملف التعريف المتجول مرة أخرى على الخادم. المشكلة المتبقية هي أن الكمبيوتر لا يمكنه استرداد الذاكرة التي يستخدمها ملف التعريف حتى يمكن إلغاء تحميلها. للتأكد من التوفيق بين ملفات تعريف المستخدمين بشكل صحيح أثناء تسجيل الخروج، أصدرت مايكروسوفت خدمة User Profile Hive Cleanup لنظام التشغيل ويندوز إكس بي، والتي تم تضمينها لاحقًا في نظام التشغيل ويندوز Vista.

## إدارة بيانات المستخدم والإعدادات

### التجوال التشكيلات الجانبية للمستخدم
يوفر نظام التشغيل ويندوز إكس بي تحسينات لسهولة الاستخدام والمرونة ضد الفساد وأداء ملفات تعريف المستخدمين المتجولة. توجد سياسات مجموعة جديدة لمنع انتشار تغييرات ملف تعريف المستخدم المتجول إلى الخادم، ومنح المسؤولين التحكم في مجلدات ملفات تعريف المستخدمين ومنع استخدام ملفات تعريف المستخدم المتجولة على أجهزة كمبيوتر معينة. لاستيعاب السيناريو الذي يقوم فيه ملف تعريف أقدم بالكتابة فوق ملف تعريف خادم أحدث بسبب ميزة تسجيل الدخول السريع الخاصة بنظام التشغيل ويندوز إكس بي، يضمن نظام التشغيل ويندوز إكس بي في مثل هذه الحالة نسخ خلية تسجيل المستخدم من الخادم إلى ملف التعريف المحلي.
لا يفشل حذف ملفات التعريف التي تم وضع علامة عليها للحذف عند تسجيل الخروج التالي بالنسبة لملفات التعريف المقفلة. بالنسبة لأجهزة كمبيوتر مجموعة العمل، لم يعد نظام التشغيل ويندوز إكس بي يحذف ملفات تعريف المستخدمين المنتمين إلى مجموعة الضيوف.

#### الملفات دون اتصال
يتضمن نظام التشغيل ويندوز إكس بي بعض التغييرات في سلوك الملفات غير المتصلة. يمكن الآن تشفير ذاكرة التخزين المؤقت من جانب العميل للملفات غير المتصلة باستخدام نظام تشفير الملفات. يمكن إتاحة المجلدات المشتركة من مساحات أسماء DFS دون اتصال. كما يمكن مزامنة ملفات تعريف المستخدمين المتجولة مع الخادم حتى إذا قامت "الملفات غير المتصلة" بوضع علامة على الخادم على أنه غير متاح.

##### إعادة توجيه المجلد
بدءًا من نظام التشغيل ويندوز إكس بي، تصبح المجلدات المعاد توجيهها إلى الشبكة متاحة تلقائيًا دون اتصال باستخدام الملفات غير المتصلة، على الرغم من أنه يمكن تعطيل ذلك اختياريًا من خلال Group Policy.
بالنسبة لنظام التشغيل ويندوز NT 4.0 الأقدم والأنظمة الأقدم ذات بنية الدليل القديمة، يسمح نظام التشغيل ويندوز إكس بي بإعادة توجيه مجلد المستندات إلى الدليل الرئيسي الخاص به.

## تحسينات الموثوقية
استعادة النظام

### استعادة النظام
في نظام التشغيل ويندوز إكس بي، تم إجراء بعض التحسينات على "استعادة النظام" مقارنةً بنظام التشغيل ويندوز Me. تستخدم ميزة "استعادة النظام" برنامج تشغيل عامل تصفية نظام الملفات للنسخ عند الكتابة لالتقاط اللقطات. في نظام التشغيل ويندوز إكس بي، تكون ميزة "استعادة النظام" قابلة للتكوين لكل وحدة تخزين ويتم أيضًا تخزين مخازن البيانات لكل وحدة تخزين. في وحدات تخزين NTFS، يتم تخزين نقاط الاستعادة باستخدام ضغط NTFS ويتم حمايتها باستخدام قوائم ACL. يسمح معالج تنظيف القرص بحذف كافة نقاط الاستعادة باستثناء نقطة الاستعادة الأحدث. إلى جانب خلايا التسجيل وملفات النظام، يمكن أيضًا استعادة قواعد بيانات COM+ و WMI وقاعدة تعريف IIS. تدعم استعادة النظام سياسة المجموعة. تعمل ميزة "استعادة النظام" في نظام التشغيل ويندوز إكس بي أيضًا دون مشاكل مع الملفات المشفرة بواسطة EFS.

#### الاسترداد الآلي للنظام
الاسترداد التلقائي للنظام هو ميزة توفر القدرة على حفظ واستعادة ويندوز والتطبيقات المثبتة، وحالة النظام ، وملفات التمهيد والنظام الهامة من نسخة احتياطية خاصة بدلاً من إعادة التثبيت العادي. يتكون ASR من مكونين - النسخ الاحتياطي والاستعادة. يقوم جزء النسخ الاحتياطي الموجود في NTBackup بالنسخ الاحتياطي لحالة النظام (سجل ويندوز، وقاعدة بيانات تسجيل فئة COM+، و Active Directory، ومشاركة دليل SYSVOL)، ووحدات التخزين المرتبطة بمكونات نظام التشغيل المطلوبة لبدء تشغيل ويندوز بعد الاستعادة بالإضافة إلى تكوينها (الأساسي أو ديناميكي). يتم الوصول إلى جزء الاستعادة من ASR بالضغط على F2 من إعداد وضع النص في نظام التشغيل ويندوز إكس بي. يمكن لـ "الاسترداد التلقائي للنظام" أيضًا استعادة البرامج وبرامج تشغيل الأجهزة إذا تمت إضافتها إلى قرص معلومات إعداد ASR. لا يقوم ASR باستعادة ملفات البيانات.

##### التجميعات جنبًا إلى جنب (SxS) وعزل التطبيق
كانت إحدى المشكلات الشائعة في الإصدارات السابقة من ويندوز هي أن المستخدمين كانوا يعانون بشكل متكرر من DLL hell، حيث تم تثبيت أكثر من إصدار من نفس المكتبة المرتبطة ديناميكيًا (DLL) على الكمبيوتر. نظرًا لأن البرامج تعتمد على ملفات DLL، فإن استخدام الإصدار الخاطئ قد يؤدي إلى تطبيقات غير وظيفية، أو ما هو أسوأ. قام ويندوز 98 Second Edition وويندوز 2000 بحل هذه المشكلة جزئيًا للتعليمات البرمجية الأصلية عن طريق تقديم مشاركة المكونات جنبًا إلى جنب وإعادة توجيه DLL/COM. تسمح أنظمة التشغيل هذه بتحميل إصدار خاص من ملف DLL إذا تم وضعه في مجلد التطبيق بواسطة المطور، بدلاً من دليل النظام ويجب تسجيله بشكل صحيح في النظام.
يعمل نظام التشغيل ويندوز إكس بي على تحسين ذلك من خلال تقديم تجميعات جنبًا إلى جنب لـ COM+ 2.0 و. NET، وCOM classic، ومكونات Win32 (C Runtime، وGDI+، وCommon Controls). تحتفظ التقنية بإصدارات متعددة موقعة رقميًا من DLL مشترك في مجلد WinSxS مركزي وتقوم بتشغيلها عند الطلب إلى التطبيق المناسب مع إبقاء التطبيقات معزولة عن بعضها البعض وعدم استخدام التبعيات المشتركة. يتم استخدام البيانات ورقم إصدار التجميع بواسطة أداة تحميل نظام التشغيل لتحديد الارتباط الصحيح لإصدارات التجميع بالتطبيقات بدلاً من تسجيل هذه المكونات عالميًا . ولتحقيق ذلك، يقدم نظام التشغيل ويندوز إكس بي وضعًا جديدًا لتسجيل كائن COM يُسمى COM بدون تسجيل (أو RegFree COM). فهو يسمح لمكونات طراز كائن المكون (COM) بتخزين بيانات تعريف التنشيط وCLSID (Class ID) للمكون دون استخدام السجل. بدلاً من ذلك، يتم الإعلان عن بيانات التعريف ومعرفات CLSID للفئات المطبقة في المكون في بيان التجميع (الموصوف باستخدام XML )، ويتم تخزينها إما كمورد في الملف القابل للتنفيذ أو كملف منفصل مثبت مع المكون. يسمح هذا بتثبيت إصدارات متعددة من نفس المكون في أدلة مختلفة، موصوفة من خلال بياناتها الخاصة، بالإضافة إلى نشر XCOPY .
أثناء تحميل التطبيق، يقوم برنامج تحميل ويندوز بالبحث عن البيان. إذا كان موجودًا، يقوم المُحمل بإضافة معلومات منه إلى سياق التنشيط  عندما يحاول مصنع فئة COM إنشاء مثيل لفئة، يتم التحقق أولاً من سياق التنشيط لمعرفة ما إذا كان يمكن العثور على تطبيق لـ CLSID. فقط في حالة فشل البحث، يتم فحص السجل.

###### الإبلاغ عن الأخطاء في نظام التشغيل ويندوز
يقوم ويندوز Error Reporting بجمع وعرض إرسال معلومات تصحيح الأخطاء بعد الخطأ ( تفريغ الذاكرة) باستخدام الإنترنت إلى مطور التطبيق الذي يتعطل أو يتوقف عن الاستجابة على سطح مكتب المستخدم. ولا يتم إرسال أي بيانات دون موافقة المستخدم. عندما يصل ملف تفريغ (أو معلومات توقيع خطأ أخرى) إلى خادم مايكروسوفت، يتم تحليله وإرسال الحل مرة أخرى إلى المستخدم إذا كان متاحًا. يعمل ويندوز Error Reporting كخدمة ويندوز ويمكن تعطيله بالكامل اختياريًا. يمكن لمصنعي البرامج والأجهزة الوصول إلى تقارير الأخطاء الخاصة بهم باستخدام برنامج Winqual من مايكروسوفت. يمكن أيضًا لمصنعي البرامج والأجهزة إغلاق الحلقة مع عملائهم عن طريق ربط توقيعات الأخطاء باستجابات ويندوز Error Reporting Responses. يتيح ذلك توزيع الحلول بالإضافة إلى جمع معلومات إضافية من العملاء (مثل إعادة إنتاج الخطوات التي اتخذوها قبل التعطل) وتزويدهم بروابط الدعم.

###### التراجع عن برنامج تشغيل الجهاز
في الإصدارات القديمة من ويندوز، عندما يقوم المستخدمون بترقية برنامج تشغيل الجهاز، هناك احتمال أن يكون برنامج التشغيل الجديد أقل استقرارًا أو كفاءة أو وظيفية من البرنامج الأصلي. يمكن أن تمثل إعادة تثبيت برنامج التشغيل القديم مشكلة كبيرة، ولتجنب هذا المأزق، يحتفظ نظام التشغيل ويندوز إكس بي بنسخة من برنامج التشغيل القديم عند تثبيت إصدار جديد. إذا واجه برنامج التشغيل الجديد مشاكل، فيمكن للمستخدم العودة إلى الإصدار السابق. لا تعمل هذه الميزة مع برامج تشغيل الطابعة.

###### تحسينات أخرى للسائق
- تمنع حماية برامج تشغيل ويندوز برامج التشغيل المعروفة التي بها مشكلات من التثبيت أو التحميل.[52]
- إن برنامج Driver Verifier الذي تم تقديمه في نظام التشغيل ويندوز 2000 عبارة عن أداة تستبدل الإجراءات الفرعية الافتراضية لنظام التشغيل بأخرى تم تطويرها خصيصًا لاكتشاف أخطاء برنامج تشغيل الجهاز.[53] بمجرد تمكينه، يقوم بمراقبة السائقين والضغط عليهم لاكتشاف استدعاءات الوظائف غير القانونية أو الإجراءات التي قد تسبب تلف النظام. في نظام التشغيل ويندوز إكس بي، تمت إضافة خيارات تحقق جديدة لـ DMA وI/O وSCSI واكتشاف حالة التوقف التام إلى Driver Verifier. مدير التحقق من برنامج التشغيل، تم تقديم واجهة المستخدم الرسومية لبرنامج التحقق من برنامج التشغيل وتتضمن القدرة على التحقق تلقائيًا من برامج التشغيل غير الموقعة.
- قام "آخر تكوين جيد معروف" في نظام التشغيل ويندوز 2000 باستعادة تكوين الأجهزة في مجموعة التحكم في التسجيل المشار إليها بواسطة مفتاح LastKnownGood بدلاً من الإعداد الافتراضي. في نظام التشغيل ويندوز إكس بي، يتم توسيعه لدعم استعادة برامج تشغيل الأجهزة أيضًا لآخر تكوين عمل، في حالة قيام برنامج تشغيل الجهاز المثبت حديثًا بجعل ويندوز غير قابل للتمهيد.

###### توافق التطبيق
نظرًا لأن نظام التشغيل ويندوز إكس بي قام بدمج إصدارات ويندوز الخاصة بالمستهلكين والمؤسسات، فقد كان بحاجة إلى دعم التطبيقات التي تم تطويرها لمنصة ويندوز 9x الشائعة والموجهة نحو المستهلك على ويندوز NT kernel. عالجت مايكروسوفت هذا الأمر من خلال تحسين التوافق مع التعديلات والحشوات الخاصة بالتطبيقات ومن خلال توفير أدوات مثل مجموعة أدوات توافق التطبيقات (AppCompat أو ACT) للسماح للمستخدمين بتطبيق هذه التعديلات والحشوات وأتمتتها على تطبيقاتهم الخاصة. يمكن للمستخدمين كتابة طبقة التوافق باستخدام الملفات الدفعية. يتضمن إعداد ويندوز إكس بي أيضًا مدقق التوافق الذي يحذر المستخدمين - قبل بدء الإعداد - من التطبيقات وبرامج تشغيل الأجهزة غير المتوافقة أو من التطبيقات التي قد تحتاج إلى إعادة التثبيت.

## ميزات الوسائط

### ويندوز ميديا بلاير
يتضمن إصدار RTM لنظام التشغيل ويندوز إكس بي الإصدار 8 من ويندوز Media Player (المعروف رسميًا باسم ويندوز Media Player لنظام التشغيل ويندوز إكس بي) وبرامج ترميز ويندوز Media 8. قدم ويندوز Media Player لنظام التشغيل ويندوز إكس بي دعم ID3 لملفات MP3، وتحرير معلومات الوسائط من داخل المكتبة، وإضافة كلمات لمسارات MP3 أو WMA، وتخصيص اسم الملف عند النسخ، ومرئيات جديدة، ودعم أقراص HDCD، والقدرة على قفل المشغل في شركة دعم البيئة وتشغيل أقراص DVD (عند تثبيت برامج الترميز المناسبة بشكل منفصل). يتضمن ويندوز Media Player أيضًا دعمًا أحدث للأجهزة للأجهزة المحمولة عن طريق بروتوكول نقل الوسائط وواجهة برمجة التطبيقات للأجهزة المحمولة التي تعمل بنظام ويندوز المستندة إلى User-Mode Driver Framework.

#### ويندوز موفي ميكر
يتضمن إصدار RTM الأصلي لنظام التشغيل ويندوز إكس بي ويندوز Movie Maker 1.1 الذي أضاف تسجيل DV AVI غير مضغوط لمصادر الفيديو الرقمية. قدم ويندوز Movie Maker 2 العديد من التحولات والتأثيرات والعناوين والاعتمادات الجديدة وجزء المهام ونافذة معاينة يمكن تغيير حجمها بأبعاد وخيارات التقاط وتصدير محسنة وميزة AutoMovie وحفظ الفيديو النهائي مرة أخرى على الشريط وملفات تعريف تصدير WMV المخصصة.

##### تقنيات التقاط التلفزيون والفيديو
يتضمن نظام التشغيل ويندوز إكس بي تطورات في بنية برنامج تشغيل البث لاستقبال والتقاط عمليات البث التلفزيوني التناظري والرقمي كاملة مع إزالة تشكيل الإشارة والضبط وإلغاء تعدد إرسال البرامج ومخزن دليل البرامج الإلكتروني وبث بيانات IP وما إلى ذلك.
يتضمن ويندوز إكس بي دعمًا محسّنًا لـ FireWire (IEEE 1394) (DVCPRO25  –  525-60 و625-50 ) لكاميرات الفيديو الرقمية وأجهزة الفيديو الصوتية. فهو يقدم برنامج MSTape، وهو برنامج تشغيل WDM لأجهزة كاميرات الفيديو D-VHS وMPEG.

###### تشغيل الفيديو
يقدم دايركت شو 8 مرشح Video Mixing Renderer-7 (VMR-7) الذي يستخدم دايركت درو7 لعرض الفيديو، ليحل محل Overlay Mixer. يمكن لـ VMR-7 مزج تدفقات ورسومات متعددة مع مزج ألفا، مما يسمح للتطبيقات برسم النص (مثل التسميات التوضيحية المغلقة) والرسومات (مثل شعارات القناة أو أزرار واجهة المستخدم) على الفيديو دون وميض، ودعم التركيب لتنفيذ التأثيرات والانتقالات المخصصة. يدعم VMR-7 أيضًا مفتاح ألوان المصدر، وإدارة سطح التراكب، وخطوات الإطار، ودعم الشاشات المتعددة المحسّن. يتميز VMR-7 بـ "وضع بدون نافذة" للتطبيقات لاستضافة تشغيل الفيديو بسهولة داخل أي نافذة و"وضع تشغيل بدون عرض" للتطبيقات للوصول إلى الصورة المركبة قبل عرضها. قدم DirectX 9 VMR-9 الذي يستخدم دايركت ثري دي 9 بدلاً من دايركت درو، مما يسمح للمطورين بتحويل صور الفيديو باستخدام تظليل بكسل دايركت ثري دي.

###### ميزات الزسائط الأخرى
- يسمح ويندوز Media Encoder 9 Series بتشفير المحتوى المستند إلى ويندوز Media.
- يؤدي تثبيت ويندوز Media Connect أو ويندوز Media Player 11 إلى إضافة خادم وسائط متدفق يستند إلى UPnP.

## تحسينات دعم الجهاز
يوفر نظام التشغيل ويندوز إكس بي برامج تشغيل وواجهات مستخدم جديدة ومحسنة للأجهزة مقارنة بنظامي التشغيل ويندوز Me و98.

### الحصولل على صور ويندوز
يدعم نظام التشغيل ويندوز إكس بي كلاً من الماسحات الضوئية المستندة إلى TWAIN وكذلك ويندوز Image Acquisition. يضيف ويندوز Image Acquisition في نظام التشغيل ويندوز إكس بي دعمًا للماسحات الضوئية لوحدة تغذية المستندات التلقائية، والماسحات الضوئية التي يتم تغذيتها بالتمرير دون إمكانيات المعاينة وإنشاء TIFF متعدد الصفحات. بالنسبة لفيديو WIA، تم تقديم برنامج تشغيل مرشح اللقطات الذي يسمح بالتقاط الإطارات الثابتة من دفق الفيديو.
تم تحسين معالج الماسح الضوئي والكاميرا المستند إلى ويندوز Image Acquisition ومربعات الحوار الشائعة الأخرى لأجهزة WIA في نظام التشغيل ويندوز إكس بي لإظهار معلومات الوسائط وبيانات التعريف، وتدوير الصور حسب الضرورة، وتصنيفها إلى مجلدات فرعية، والتقاط الصور والفيديو في حالة وجود صورة ثابتة أو كاميرا فيديو، واقتصاص الصور ومسحها ضوئيًا إلى ملف TIFF واحد أو متعدد الصفحات في حالة وجود ماسح ضوئي. تم تحديث تطبيق بروتوكول نقل الصور (PTP) لدعم جميع الأوامر الإلزامية والاختيارية في معيار PTP، ودعم شجرة الكائنات الذي يسمح بتجميع الملفات الثانوية المرتبطة بالملف الأصلي ونقلها بشكل متزامن. يضيف ويندوز Media Player 10 أيضًا بروتوكول نقل الوسائط لنقل محتوى الوسائط من الأجهزة المحمولة. وبالتالي، بالنسبة للكاميرات الرقمية، يدعم ويندوز إكس بي الحصول على الصور باستخدام أي من بروتوكولات WIA أوPTP أوUSB Mass Storage Class أوMTP اعتمادًا على ما تدعمه الشركة المصنعة للكاميرا.

#### حرق الاقراص المضغوطة
يتضمن ويندوز إكس بي تقنية من Roxio تتيح للمستخدمين نسخ الملفات مباشرة على قرص مضغوط من خلال ويندوز اكسبلورر. في السابق، كان يتعين على المستخدمين النهائيين تثبيت برنامج نسخ الأقراص المضغوطة. في نظام التشغيل ويندوز إكس بي، تم دمج عملية النسخ على الأقراص المضغوطة وأقراص DVD-RAM (FAT32 لأقراص DVD-RAM فقط) مباشرةً في واجهة ويندوز. يتم إنشاء أقراص البيانات باستخدام أنظمة الملفات Joliet وISO 9660 والأقراص المضغوطة الصوتية باستخدام معيار Redbook. لمنع حدوث أخطاء في تجاوز سعة المخزن المؤقت، يقوم نظام التشغيل ويندوز إكس بي بإنشاء صورة كاملة للملفات المطلوب نسخها ثم يقوم بدفقها إلى ناسخ الأقراص. يمكن للمستخدمين نسخ الملفات على قرص مضغوط بنفس الطريقة التي يكتبون بها الملفات على قرص مرن أو على محرك الأقراص الثابتة عبر طرق النسخ واللصق القياسية أو السحب والإفلات. يتم عرض وظيفة النسخ أيضًا كواجهة برمجة تطبيقات تسمى Image Mastering API. دعم النسخ على الأقراص المضغوطة في نظام التشغيل ويندوز إكس بي لا يقوم بالنسخ من قرص إلى قرص أو صور القرص، على الرغم من أنه يمكن استخدام واجهة برمجة التطبيقات (API) برمجيًا للقيام بهذه المهام. تم دمج إنشاء الأقراص الصوتية المضغوطة في ويندوز Media Player. يتم نسخ الأقراص الصوتية المضغوطة باستخدام وضع التتبع مرة واحدة. يمكن مسح أقراص CD-RW بسرعة.
يمكن إضافة دعم API إلى نظام التشغيل ويندوز إكس بي لنسخ أقراص DVD وأقراص Blu-ray (النسخ بنمط متقن وUDF) على وسائط DVD وBlu-ray القابلة للكتابة مرة واحدة وإعادة الكتابة عن طريق تثبيت ويندوز Features Pack for Storage الذي يقوم بترقية IMAPI إلى الإصدار 2  لاحظ أن هذا لا يضيف ميزات نسخ أقراص DVD أو Blu-ray إلى ويندوز اكسبلورر، ولكن يمكن لتطبيقات الجهات الخارجية استخدام واجهات برمجة التطبيقات لدعم نسخ أقراص DVD وBlu-ray.

##### إدارة الطاقة
- دعم مواصفات Simple Boot Flag (SBF) التي تخبر BIOS بتجاوز عمليات التحقق من بدء التشغيل أو تقليلها إذا كان نظام التشغيل قادرًا على التوصيل والتشغيل.
- دعم التنبيه على البطارية حتى يتوفر للنظام الوقت الكافي لإيقاف التشغيل أو السبات.
- دعم CardBus Wake-on-LAN.
- يمكن تكوين Wake on LAN لقصر حزم التنبيه على الحزم السحرية فقط من علامة التبويب إدارة الطاقة في صفحة خصائص NIC في إدارة الأجهزة.
- تعتيم شاشة LCD عند تشغيل طاقة البطارية.
- التحكم في قوة المعالج وأدائه بما في ذلك حالة C (التشغيل في حالة طاقة أقل عند الخمول) والاختناق.
- ميزة تعليق USB انتقائية.
- تمهيد سريع ملحوظ بشكل ملحوظ واستئناف من وضع السبات مقارنة بإصدارات ويندوز السابقة نظرًا للتخزين المؤقت لبيانات تعريف الدليل والملف في أداة تحميل التمهيد بشكل تسلسلي وفي أجزاء كبيرة بطريقة مستخدمة مؤخرًا، وتداخل تهيئة الجهاز والشبكة، وتعداد وفئة قرص التمهيد بشكل أسرع تتم تهيئة برامج التشغيل بشكل غير متزامن. يكون الإسبات أسرع حيث يتم ضغط صفحات الذاكرة باستخدام خوارزمية محسنة، ويتداخل الضغط مع عمليات الكتابة على القرص، ويتم تحرير صفحات الذاكرة غير المستخدمة واستخدام عمليات نقل DMA أثناء الإدخال/الإخراج.
- استئناف أسرع من وضع الاستعداد حيث تمت إعادة كتابة الخوارزمية المستخدمة من قبل Power Manager لإخطار الأجهزة والبرامج بتغييرات حالة الطاقة عن طريق إرسال IRPs للطاقة لتحقيق أقصى قدر من التوازي، وتمت إعادة كتابة برامج تشغيل النظام المهمة (PCMCIA، لوحة المفاتيح، الماوس) لإزالة تفاعلات الحظر، ويتم قفل مكدسات الخيوط العاملة في الذاكرة لمنع انقطاع عمليات الطاقة.
- دعم مدمج لتقنيات إدارة طاقة المعالج مثل Intel SpeedStep وAMD PowerNow.

###### دعم الأجهزة الصوتية
- دعم أجهزة الصوت المستندة إلى مواصفات Intel High Definition Audio عن طريق برنامج تشغيل فئة Universal Audio Architecture (UAA.
- إخراج صوت متعدد القنوات وتشغيل تنسيقات صوتية إضافية. يمكن ضبط مستوى الصوت لكل مكبر صوت في تكوين متعدد القنوات.
- يدعم معدل أخذ عينات الصوت KMixer بحد أقصى 200 كيلوهرتز بدءًا من نظام التشغيل ويندوز إكس بي المزود بحزمة الخدمة SP1 مقارنة بالإصدارات السابقة من ويندوز.[69]
- تم رفع القيود المفروضة على عدد واجهات أجهزة MME /WinMM (waveIn، وwaveOut، وmidiIn، وmidiOut، وMixer، وaux) من 10 إلى 32.[70][71]
- تسريع الأجهزة لتأثيرات التقاط DirectSound [72] يتضمن ذلك إلغاء الصدى الصوتي لميكروفونات USB وقمع الضوضاء ودعم ميكروفون المصفوفة.
- تدعم أجهزة الصوت USB GFX (مرشحات التأثيرات العالمية).[73]
- دعم محاكاة Sound Blaster 2.0 في NTVDM
- يقوم نظام التشغيل ويندوز إكس بي بتعيين مستويات الصوت على أشرطة تمرير الموجات والأقراص المضغوطة الصوتية وMIDI على 0 ديسيبل من التوهين. وهذا يمنع تدهور دقة الإشارة.[74]

###### تحسينات الأجهزة وبرامج التشغيل الأخرى
- علامة تبويب التفاصيل في "إدارة الأجهزة" والتي تعرض سلاسل تعريف الجهاز المختلفة مثل معرف مثيل الجهاز، ومعرف الجهاز، واسم الخدمة، والمرشحات، ومراجعة البرامج الثابتة، وتعيينات حالة الطاقة والإمكانيات وما إلى ذلك.[75]
- تم تغيير واجهة مستخدم نظام التشغيل ويندوز إكس بي للتوصيل والتشغيل مع ظهور جميع الرسائل في منطقة الإعلام كنصائح بالونية.
- تتم إزالة سمة القراءة فقط للملفات والمجلدات تلقائيًا عند نسخ الملفات من الوسائط الضوئية باستخدام مستكشف ويندوز.
- تحسين المقذوفات مؤشر الماوس.[76]
- DualView لإعدادات الشاشات المتعددة.[77] يسمح DualView لشاشتين باستضافة سطح مكتب ويندوز، أثناء تشغيلهما من خلال محول عرض واحد.
- دعم قراءة UDF 2.01 القابل للترقية إلى UDF 2.50 عن طريق تثبيت ويندوز Features Pack للتخزين.[68]
- تنفيذ تطبيقات المستخدم مباشرة من ROM.
- يمكن إضافة دعم لنظام الملفات exFAT عن طريق تثبيت KB955704.[78]
- يدعم عرض VESA في حالة عدم تثبيت برنامج تشغيل الفيديو الخاص بالمورد، أو في الوضع الآمن.

## إدارة النظام
يتضمن نظام التشغيل ويندوز إكس بي ويندوز Script Host 5.6، وهو تحديث رئيسي لبيئة WSH، والذي يشتمل على نموذج كائن محسّن لتقليل التعليمات البرمجية النمطية وأمان أقوى والعديد من التحسينات الأخرى.
تم تقديم تنسيق ملف جديد يستند إلى XML، وهو تنسيق ويندوز Script File (WSF)، إلى جانب. في بي اس و. JS الذي يمكنه تخزين معلومات إضافية في عقدة XML في نفس الملف إلى جانب التعليمات البرمجية النصية، مثل كتل التوقيع الرقمي أو توجيهات وقت التشغيل أو تعليمات استيراد تعليمات برمجية خارجية. < job > فريدة وعلامة < package > خارجية. تسمح العلامات الموجودة في ملف WSF بتضمين ملفات خارجية، أو استيراد ثوابت من TLB، أو تخزين صيغة > في عنصر < وعرضها باستخدام طريقة ShowUsage الجديدة، أو عند استدعائها بواسطة يُحوّل. يدعم تنسيق WSF أيضًا استضافة لغات برمجة نصية متعددة لـ WSH، بما في ذلك استدعاءات الوظائف المشتركة. يدعم كائن WshShell الآن طريقة القراءة والكتابة "CurrentDirectory".
يمكن الآن توقيع البرامج النصية رقميًا وكذلك التحقق منها برمجيًا باستخدام البرمجة النصية. كائن المُوقع في البرنامج النصي نفسه، بشرط وجود شهادة صالحة على النظام. وبدلاً من ذلك، يمكن استخدام أداة رمز الإشارة من Platform SDK، والتي تم توسيعها لدعم أنواع ملفات WSH، في سطر الأوامر. يمكن استخدام طريقة VerifyFile لمصادقة صحة التوقيع المضمن والتحقق من البرنامج النصي للتعديلات بعد التوقيع. وبالتالي يمكن لـ WSH أن يقرر ما إذا كان سيتم تنفيذ البرنامج النصي أم لا بعد التحقق. يمكن أيضًا توقيع التعليمات البرمجية المخزنة في سلسلة في الذاكرة باستخدام طريقة التوقيع . يتم تخزين كتلة التوقيع في قسم التعليق في ملف البرنامج النصي للتوافق مع الإصدارات السابقة مع إصدارات WSH الأقدم.
يقدم WSH 5.6 طريقة Exec لكائن WshShell لتنفيذ تطبيقات وحدة تحكم سطر الأوامر ولديه حق الوصول إلى تدفقات الإدخال/الإخراج القياسية (StdIn وStdOut وStdErr) للعملية الناتجة.
في الإصدارات السابقة من ويندوز Script، لاستخدام الوسائط، كان على المرء الوصول إلى كائن مجموعة WshArguments الذي لا يمكن إنشاؤه خارجيًا ويتطلب أن يعرف الشخص الذي يقوم بتشغيل البرنامج النصي ترتيب الوسائط وصياغتها وقيمها. يقدم WSH 5.6 وسيطات مسماة في سطر الأوامر والتي تتبع /string:value أو اصطلاح منطقي محدد في علامة "Runtime" ويتم التعرف عليها بغض النظر عن ترتيبها في سطر الأوامر. يتم تجميع الوسيطات المسماة في كائن المجموعة المسماة ولها الطرق المعتادة مثل العنصر والعدد والطول بالإضافة إلى الطريقة الموجودة. يُظهر الأسلوب "ShowUsage" لكائن WshArguments المذكور سابقًا معلومات الوسيطة في مربع رسالة.
يتضمن نظام التشغيل ويندوز إكس بي ScriptPW. كائن أتمتة كلمة المرور COM، تم تنفيذه في ملف scriptpw.dll والذي يمكن استخدامه لإخفاء المعلومات الحساسة مثل كلمات المرور من البرامج النصية لسطر الأوام.

###### سطح المكتب البعيد
يمكن للمستخدمين تسجيل الدخول إلى ويندوز إكس بي Professional عن بعد من خلال خدمة Remote Desktop. إنه مبني على تقنية الخدمات الطرفية (RDP)، ويشبه "المساعدة عن بعد"، ولكنه يسمح للمستخدمين عن بعد بالوصول إلى الموارد المحلية مثل الطابعات. يمكن استخدام أي عميل للخدمات الطرفية، أو عميل "الاتصال بسطح المكتب البعيد" الخاص، أو عميل قائم على الويب يستخدم عنصر تحكم ActiveX للاتصال بسطح المكتب البعيد. (عملاء سطح المكتب البعيد للإصدارات السابقة من أنظمة التشغيل ويندوز وويندوز 95 وويندوز 98 و98 تم توفير الإصدار الثاني أو ويندوز Me أو ويندوز NT 4.0 أو ويندوز 2000 بواسطة مايكروسوفت. وهذا يسمح للإصدارات السابقة من ويندوز بالاتصال بنظام ويندوز إكس بي الذي يقوم بتشغيل Remote Desktop، ولكن ليس العكس).
هناك العديد من الموارد التي يمكن للمستخدمين إعادة توجيهها من جهاز الخادم البعيد إلى العميل المحلي، اعتمادًا على إمكانيات برنامج العميل المستخدم. على سبيل المثال، يسمح "إعادة توجيه نظام الملفات" للمستخدمين باستخدام ملفاتهم المحلية على سطح مكتب بعيد خلال الجلسة الطرفية، بينما يسمح "إعادة توجيه الطابعة" للمستخدمين باستخدام الطابعة المحلية الخاصة بهم داخل الجلسة الطرفية كما يفعلون مع طابعة محلية أو مشتركة عبر الشبكة. يسمح "إعادة توجيه المنفذ" للتطبيقات التي تعمل ضمن جلسة العمل الطرفية بالوصول إلى المنافذ التسلسلية والمتوازية المحلية مباشرة، ويتيح "الصوت" للمستخدمين تشغيل برنامج صوتي على سطح المكتب البعيد وإعادة توجيه الصوت إلى أجهزة الكمبيوتر المحلية الخاصة بهم. يمكن أيضًا مشاركة الحافظة بين الكمبيوتر البعيد والكمبيوتر المحلي. يمكن ترقية عميل RDP في نظام التشغيل ويندوز إكس بي إلى الإصدار 7.0. كما يسمح مكون Remote Desktop Web Connection الموجود في انترنت Information Services 5.1 بوظيفة سطح المكتب البعيد عبر الويب من خلال عنصر تحكم ActiveX لبرنامج انترنت اكسبلورر.

###### المساعدة عن بعد
تسمح المساعدة عن بعد لمستخدم ويندوز إكس بي بتولي جهاز كمبيوتر بعيد يعمل بنظام التشغيل ويندوز إكس بي مؤقتًا عبر شبكة أو عبر الإنترنت لحل المشكلات. نظرًا لأنه قد يكون من الصعب على مسؤولي النظام زيارة الكمبيوتر المتأثر شخصيًا، فإن المساعدة عن بعد تسمح لهم بتشخيص مشكلات الكمبيوتر وربما إصلاحها دون زيارته شخصيًا على الإطلاق. تتيح المساعدة عن بعد إرسال الدعوات إلى شخص الدعم عبر البريد الإلكتروني أو ويندوز مسنجر أو حفظ الدعوة كملف. يمكن التحكم في جهاز الكمبيوتر من خلال كل من شخص الدعم الذي يتصل عن بعد وكذلك الشخص الذي يرسل الدعوة. تتوفر الدردشة والمحادثات الصوتية والمرئية ونقل الملفات.

###### التبديل السريع بين المستخدمين وشاشة الترحيب
يقدم نظام التشغيل ويندوز إكس بي ميزة التبديل السريع بين المستخدمين وشاشة ترحيب أكثر سهولة في الاستخدام مع صورة حساب المستخدم التي تحل محل مطالبة تسجيل الدخول الكلاسيكية. يتيح التبديل السريع بين المستخدمين لمستخدم آخر تسجيل الدخول واستخدام النظام دون الحاجة إلى تسجيل خروج المستخدم السابق وإنهاء تطبيقاته. في السابق (في كل من ويندوز Me وويندوز 2000) كان يمكن لمستخدم واحد فقط تسجيل الدخول في كل مرة (باستثناء من خلال الخدمات الطرفية)، وهو ما كان يمثل عيبًا خطيرًا للنشاط متعدد المستخدمين. يتطلب التبديل السريع بين المستخدمين، مثل الخدمات الطرفية، موارد نظام أكثر من مجرد تسجيل دخول مستخدم واحد في المرة الواحدة، وعلى الرغم من أنه يمكن تسجيل دخول أكثر من مستخدم واحد، إلا أنه يمكن لمستخدم واحد فقط استخدام حسابه بشكل نشط في المرة الواحدة. لا تتوفر هذه الميزة عند إيقاف تشغيل شاشة الترحيب، كما هو الحال عند الانضمام إلى مجال ويندوز Server أو عند تثبيت Novell Client. حتى عند تمكين شاشة الترحيب، يمكن للمستخدمين التبديل إلى تسجيل الدخول الكلاسيكي بالضغط على Ctrl+Alt+Del مرتين في شاشة الترحيب.

###### الغاء تجزئة القرص
تم تحديث أداة إلغاء تجزئة القرص في ويندوز لتخفيف العديد من القيود. لم يعد يعتمد على ويندوز NT Cache Manager، الذي منع أداة إلغاء التجزئة من نقل أجزاء من الملف التي تتجاوز حدود 256 كيلو بايت داخل الملف. يمكن إلغاء تجزئة كافة أجزاء الدفق، بما في ذلك حدود المجموعة للملفات غير المضغوطة ونقاط إعادة التوزيع والصور النقطية وقوائم السمات وملفات بيانات تعريف NTFS والملفات المشفرة بنظام EFS وجدول الملفات الرئيسي لـ NTFS. تدعم أداة إلغاء التجزئة وحدات تخزين NTFS ذات أحجام مجموعات أكبر من 4 كيلو بايت. تم تضمين أداة سطر الأوامر، defrag.exe ، مما يوفر الوصول إلى أداة إلغاء التجزئة من cmd.exe وTask Scholer. يمكن للمستخدمين الأعضاء في مجموعة Power Users جدولة عملية إلغاء التجزئة.

###### مدير مهام الويندوز
يتضمن مدير مهام الويندوز عددًا من التحسينات في ويندوز إكس بي. لقد تم تحديثه لعرض أسماء العمليات التي يزيد طولها عن 15 حرفًا في علامة التبويب "العمليات"، والتي كانت يتم اقتطاعها في نظام التشغيل ويندوز 2000. تمت إضافة أعمدة معرف الجلسة واسم المستخدم في علامة التبويب "العمليات". يمكن أيضًا استخدام مفتاح الحذف لإنهاء العمليات في علامة التبويب "العمليات". تعرض علامة التبويب الجديدة "الشبكة" الإحصائيات المتعلقة بكل محول من محولات الشبكة الموجودة في الكمبيوتر. افتراضيًا، يتم عرض اسم المحول والنسبة المئوية لاستخدام الشبكة وسرعة الارتباط وحالة محول الشبكة، بالإضافة إلى مخطط للنشاط الحديث. يمكن عرض المزيد من الخيارات عن طريق اختيار تحديد الأعمدة من القائمة عرض. تعرض علامة التبويب "المستخدمون" كافة المستخدمين الذين لديهم حاليًا جلسة على الكمبيوتر. على أجهزة كمبيوتر الخادم، قد يكون هناك العديد من المستخدمين المتصلين بالكمبيوتر باستخدام الخدمات الطرفية. قد يكون هناك أيضًا عدة مستخدمين قاموا بتسجيل الدخول إلى الكمبيوتر في وقت واحد باستخدام ميزة "التبديل السريع بين المستخدمين". يمكن قطع اتصال المستخدمين أو تسجيل.
روج من علامة التبويب هذه. تم تقديم قائمة إيقاف التشغيل التي تتيح الوصول إلى وضع الاستعداد والإسبات وإيقاف التشغيل وإعادة التشغيل وتسجيل الخروج وتبديل المستخدم. يؤدي الضغط باستمرار على Ctrl أثناء النقر فوق "مهمة جديدة" إلى فتح موجه الأوامر.

###### لوحة التحكم WMI
- يقدم ويندوز إكس بي WMIC.exe ، الأداة المساعدة لوحدة التحكم في ويندوز Management Instrumentation.
- بدءًا من نظام التشغيل ويندوز إكس بي، يتواجد WMI في عملية مضيف خدمة مشتركة تسمى Wmiprvse.exe والتي يمكن أن تنتج مثيلات متعددة ضمن حسابات مختلفة: LocalSystem أو NetworkService أوLocalService. في السابق، كان يتم تحميل موفري WMI أثناء العملية باستخدام خدمة WMI وأدى تعطل موفر WMI واحد إلى إعادة تشغيل خدمة WMI الأساسية، WinMgmt.exe.
- في نظام التشغيل ويندوز إكس بي، يتم استخدام ملفات MOF لوصف أحداث ETW للنظام.
- تم تقديم عوامل تصفية WMI لنهج المجموعة.

###### أدوات سطر الأوامر
يتضمن ويندوز إكس بي أدوات سطر أوامر جديدة وبرامج نصية تعتمد على WMI:
- schtasks.exe (جدولة مهام ويندوز)
- Shutdown.exe (أوامر إيقاف التشغيل)
- Sc.exe (إدارة التحكم بالخدمة)
- gpupdate.exe وgpresult.exe (نهج المجموعة)
- logman.exe وrelog.exe وtypeperf.exe وtracerpt.exe (مراقبة الأداء)
- Eventquery.vbs، eventscreate.exe، EventTriggers.exe (سجل الأحداث)
- diskpart.exe وDefrag.exe و fsutil.exe (إدارة الأقراص وإلغاء التجزئة وإدارة نظام الملفات)
- bootcfg.exe (Boot.ini)
- openfiles.exe (الشبكات)
- powercfg.exe (إدارة الطاقة)
- IIS*.vbs (إدارة IIS وصفحات الخادم النشطة)
- Prn*.vbs (الطباعة)
- Pagefileconfig.vbs (تكوين ملف PageFile)
- bitsadmin.exe وbindiff.exe و cabarc.exe وftonline.exe وhttpcfg.exe وipseccmd.exe وnetcap.exe وrasdiag.exe وspcheck.exe وtracepdb.exe (أدوات دعم جديدة)

###### ميزات الادارة الاخرى
- يحتوي CHKDSKعلى تحسينات في الأداء.
- دعم النسخ الاحتياطي غير المستمر (خدمة لقطة المجلد) الذي يستخدم تقنية النسخ عند الكتابة لإنشاء لقطة وواجهات برمجة التطبيقات لاستخدام نفس الشيء.
- تم تحديث الأداة المساعدة MSConfig لتكوين خيارات Boot.ini المتقدمة بيانياً، وتمكين خدمات ويندوز أو تعطيلها، وتشغيل الأدوات المضمنة.
- يحتوي NTBackup على واجهة قائمة على المعالج لسهولة الاستخدام ويدعم النسخ الاحتياطي للملفات المقفلة (قيد الاستخدام) باستخدام Shadow Copy. يمكن أيضًا عرض تجمعات الوسائط التي تم إنشاؤها بواسطة NTBackup من أداة النسخ الاحتياطي نفسها دون فتح إدارة التخزين القابل للإزالة.
- مايكروسوفت Management Console 2.0 الذي قدم نموذج كائن التشغيل الآلي، وملحقات العرض، ودعم النمط المرئي، ولوحات مهام وحدة التحكم، وما إلى ذلك.
- زيادة عدد موفري وفئات WMI.
- محرر التسجيل الموحد الذي يجمع بين Regedit.exe الخاص بنظام التشغيل ويندوز 9x و Regedt32.exe الخاص بنظام التشغيل ويندوز NT. يدعم محرر التسجيل الآن مثيلات متعددة إذا تم تحديد رمز التبديل -m .
- IExpress كجزء من انترنت اكسبلورر 6 لإنشاء حزم التثبيت المستندة إلى INF ذات الاستخراج الذاتي.
- معالج نقل الملفات والإعدادات وأداة ترحيل حالة المستخدم.
- العديد من التحسينات على أدوات النشر، بما في ذلك تحسينات Sysprep،[91] مدير الإعداد، وإدخال WinPE. على سبيل المثال، يمكن تخزين مفتاح المنتج المخزن في ملف الإجابات الخاص بـ Setup Manager أو Sysprep بشكل مشفر. يمكن لـ Sysprep إضافة برامج تشغيل محدثة إلى صورة التثبيت مع التخصيصات لكل جهاز. تم تقليل وقت التحميل المسبق لنظام التشغيل ويندوز إكس بي باستخدام Sysprep باستخدام ملف WinBOM.ini القابل للبرمجة والذي يقوم بتشغيل Sysprep.
- تم تحسين عمليات التثبيت غير المراقبة في نظام التشغيل ويندوز إكس بي من خلال خيارات تكوين أكثر شمولاً لمكونات نظام التشغيل المختلفة.
- تم إجراء العديد من التحسينات على Package Installer (Update.exe) عبر نظام التشغيل ويندوز 2000.[92]
- زيادة عدد سياسات المجموعة، بما في ذلك سياسات الأمان ووحدة التحكم في إدارة مجموعة السياسات الناتجة (RSoP) التي تسمح للمسؤولين برؤية السياسات المطبقة في وضع التسجيل أو محاكاة إعدادات السياسة التي سيتم تطبيقها قبل الالتزام بالتغييرات على الكائنات في وضع التخطيط .
- تم تقديم معالج تنظيف سطح المكتب لمساعدة المستخدمين على تقليل الفوضى على أجهزة سطح المكتب الخاصة بهم، من خلال النظر في الاختصارات الموجودة على سطح المكتب ونقل أي اختصارات غير مستخدمة إلى دليل يسمى "اختصارات سطح المكتب غير المستخدمة". يعمل "معالج تنظيف سطح المكتب" كمهمة مجدولة يتم تشغيلها مرة واحدة يوميًا لتحديد ما إذا كان قد مر 60 يومًا منذ آخر مرة تم فيها تشغيل المعالج.[93]
- يمكن ترقية نظام التشغيل ويندوز إكس بي إلى أنظمة التشغيل ويندوز 98 وويندوز Me وويندوز NT 4.0 Workstation وويندوز 2000 Professional. في حالة إجراء إعداد ترقية من عائلة ويندوز 9x ، يأخذ ويندوز إكس بي نسخة احتياطية من التثبيت القديم حتى يتمكن المستخدم من إلغاء تثبيت ويندوز إكس بي أو إذا فشل الإعداد في أي وقت، فسيعود النظام إلى نظام التشغيل السابق.[94] في حالة اكتمال الإعداد بنجاح، يتم سؤال المستخدمين عما إذا كانوا يريدون حذف النسخة الاحتياطية. لا تتوفر هذه الميزة عند الترقية من ويندوز 2000 Professional.
- يتضمن نظام التشغيل ويندوز إكس بي أداة تعقب أحداث إيقاف التشغيل (يتم تعطيلها افتراضيًا) والتي عند تمكينها من "نهج المجموعة" تسمح للمسؤولين بتوثيق أسباب إيقاف التشغيل وتحليل سجلات إيقاف التشغيل المخزنة في سجل النظام بمرور الوقت لتطوير فهم لسبب معظم عمليات إيقاف التشغيل. يمكن للمسؤولين الاختيار من بين مجموعة محددة مسبقًا من الأسباب أو إدخال الأسباب الخاصة بهم. يأخذ Shutdown Event Tracker أيضًا لقطة لحالة النظام قبل كل عملية إيقاف تشغيل مباشرةً لتحديد استخدام موارد النظام.
- يتضمن إعداد ويندوز إكس بي خيار التنسيق السريع الجديد لتنسيق وحدات التخزين الكبيرة بسرعة دون التحقق من وحدة التخزين بالكامل بحثًا عن القطاعات التالفة.[95]

## ميزات الأمان

### تقوية واجهة برمجة التطبيقات لحماية البيانات
في نظام التشغيل ويندوز 2000، كان تجزئة NTLM لكلمة مرور المستخدم مطلبًا سمح تقنيًا للمجرم المحتمل بفك تشفير المفتاح الرئيسي وتجزئة NTLM مباشرة من قاعدة بيانات Security Accounts Manager. يعمل نظام التشغيل ويندوز إكس بي على تحسين أمان DPAPI عن طريق تشفير المفتاح الرئيسي باستخدام تجزئة SHA1 لكلمة المرور. يؤدي هذا أيضًا إلى تحسين أمان البيانات المشفرة باستخدام نظام تشفير الملفات.

#### دعم البنية التحتية للمفاتيح العمومية (PKI).
يدعم ويندوز إكس بي PKI سيناريوهات الشهادات المشتركة وBridge CA. يمكن تسجيل شهادات نوع المستخدم وتجديدها تلقائيًا. يمكن أن تكون طلبات الشهادات لإصدار شهادات جديدة أو تجديد الشهادات منتهية الصلاحية معلقة حتى موافقة المسؤول أو حتى يتم إصدارها من قبل المرجع المصدق وبمجرد الموافقة عليها، يتم تثبيتها تلقائيًا. يتم الآن أيضًا تحديث شهادات الجذر CA تلقائيًا عبر مايكروسوفت Update . يدعم نظام التشغيل ويندوز إكس بي أيضًا دلتا CRLs (CRLs التي تغيرت حالتها منذ آخر CRLs المترجمة للقاعدة الكاملة) وCRLs المشفرة بـ base64 للتحقق من الإبطال وسيستخدمها بشكل افتراضي. يمكن لنظام التشغيل ويندوز إكس بي تسجيل قوالب شهادات الإصدار 2 التي تحتوي على العديد من السمات القابلة للتكوين.
يمكن استخدام البطاقات الذكية لتسجيل الدخول إلى جلسات الخادم الطرفي (عند الاتصال بنظام التشغيل ويندوز Server 2003 أو خادم طرفي أعلى)، باستخدام CAPICOM أو باستخدام أدوات النظام مثل net.exe و runas.exe . هناك أيضًا العديد من التحسينات على التحقق من حالة الشهادة وبناء السلسلة والتحقق من الإلغاء والتحقق من صحة المسار واكتشافه.

##### تشفير نظام الملفات
يتضمن نظام التشغيل ويندوز إكس بي العديد من التحسينات على نظام تشفير الملفات والتحسين الأكثر بروزًا هو أن حسابات المستخدمين المتعددة يمكنها مشاركة الوصول إلى الملفات المشفرة على أساس كل ملف على حدة. يسمح زر التفاصيل في مربع حوار سمات الملف المتقدمة في خصائص الملف بإضافة أو إزالة مستخدمين إضافيين يمكنهم الوصول إلى الملف المشفر بنظام EFS، وعرض بصمة الشهادة وحساب Data Recovery Agent. يتم تسجيل شهادات EFS تلقائيًا في المرجع المصدق (CA) ويوجد دعم للتحقق من الإبطال على الشهادات المستخدمة عند مشاركة الملفات المشفرة. على عكس نظام التشغيل ويندوز 2000، لا يوجد وكيل استرداد بيانات محلي افتراضي ولا توجد حاجة لامتلاك واحد، على الرغم من إمكانية إنشاء شهادة موقعة ذاتيًا لعامل الاسترداد باستخدام cipher.exe.
يمكن حماية مفتاح دبابي الرئيسي باستخدام مفتاح عام على مستوى المجال. يمكن استخدام خوارزمية أقوى متوافقة مع FIPS 140-1 مثل 3DES. يحذر ويندوز إكس بي أيضًا المستخدم إذا تم نسخ ملفات EFS المشفرة إلى نظام ملفات مثل FAT أو موقع غير مدعوم لا يدعم EFS، وبالتالي سيتم فك تشفير الملف.
يمكن لنظام التشغيل ويندوز إكس بي أيضًا تشفير الملفات الموجودة على خادم بعيد باستخدام NTFS إذا كان الخادم موثوقًا به للتفويض في أكتيف ديريكتوري وتم تحميل شهادة المستخدم والمفتاح الخاص في ملف التعريف المحلي على الخادم. إذا تم استخدام ملف تعريف مستخدم متجول، فسيتم نسخه محليًا. على خادم WebDAV الذي تم تعيينه بواسطة حرف محرك أقراص، يمكن لنظام التشغيل ويندوز إكس بي تشفير الملف محليًا ونقله كملف مشفر أولي إلى خادم WebDAV باستخدام أمر HTTP PUT. وبالمثل، يمكن تنزيل الملفات المشفرة بنظام EFS بشكل أولي من WebDAV وفك تشفيرها محليًا. تم تحديث تشفير الأدوات المساعدة لسطر الأوامر والنسخ و xcopy في نظام التشغيل ويندوز إكس بي. يمكن أيضًا تعطيل EFS تمامًا في نظام التشغيل ويندوز إكس بي من خلال "نهج المجموعة" (لمجال) أو من خلال التسجيل (لكمبيوتر غير خاص بالمجال).
للتحقق بشكل أسرع من ذاكرة التخزين المؤقت، يمكن تعديل وقت تخزين مفتاح جلسة المستخدم وسلسلة الشهادات مؤقتًا.

###### معالج إعادة تعين كلمة المرور
بدءًا من نظام التشغيل ويندوز إكس بي، يمكن إنشاء قرص إعادة تعيين كلمة المرور باستخدام معالج كلمة المرور المنسية . يمكن استخدام هذا القرص لإعادة تعيين كلمة المرور باستخدام معالج إعادة تعيين كلمة المرور من شاشة تسجيل الدخول. يتم عمل نسخة احتياطية من مفتاح RSA الخاص بالمستخدم باستخدام مفتاح عام غير متصل بالإنترنت يتم تخزين مفتاحه الخاص المطابق في أحد المكانين: قرص إعادة تعيين كلمة المرور (إذا لم يكن الكمبيوتر عضوًا في مجال) أو في أكتيف ديريكتوري (إذا كان عضو في المجال). لا يزال المهاجم الذي يمكنه المصادقة على نظام التشغيل ويندوز إكس بي باسم لوكل سستم غير قادر على الوصول إلى مفتاح فك التشفير المخزن على محرك الأقراص الثابتة بجهاز الكمبيوتر. إذا تمت إعادة تعيين كلمة المرور، فسيتم حذف مفتاح DPAPI الرئيسي ويقوم نظام التشغيل ويندوز إكس بي بحظر الوصول إلى ملفات EFS المشفرة لمنع الهجمات غير المتصلة بالإنترنت والهجمات المارقة وحماية الملفات المشفرة. إذا قام المستخدم بتغيير كلمة المرور مرة أخرى إلى كلمة المرور الأصلية، فيمكن استرداد الملفات المشفرة بنظام EFS.

###### مدير ائتمان
يطالب نظام التشغيل ويندوز إكس بي ببيانات الاعتماد عند حدوث أخطاء في المصادقة ويسمح بحفظ البيانات التي تستخدم مصادقة ويندوز المدمجة في مخزن مفاتيح تجوال آمن محمي بواسطة واجهة برمجة تطبيقات حماية البيانات. يمكن إدارة بيانات الاعتماد المحفوظة من عنصر أسماء المستخدمين وكلمات المرور المخزنة في لوحة تحكم حسابات المستخدمين . في حالة وجود مرجع مصدق، يمكن للمستخدمين تحديد شهادة X.509 عند مطالبتهم ببيانات الاعتماد. عند الوصول إلى نفس المورد مرة أخرى، سيتم استخدام بيانات الاعتماد المحفوظة. تقوم اتصالات الوصول عن بعد/VPN أيضًا بإنشاء بيانات اعتماد مؤقتة في حلقة المفاتيح لجعل التجربة سلسة. يعرض مدير الاعتماد أيضًا واجهة برمجة التطبيقات لتسجيل الدخول الموحد.

###### أساسيات تقيد البرامج
يقدم نظام التشغيل ويندوز إكس بي سياسات تقييد البرامج وواجهة برمجة التطبيقات الأكثر أمانًا باستخدام سياسات تقييد البرامج، قد يتم تكوين النظام لتنفيذ أو تثبيت فقط تلك التطبيقات والبرامج النصية التي تم توقيعها رقميًا أو التي تتمتع بمستوى ثقة معين، وبالتالي منع تنفيذ البرامج والنصوص غير الموثوق بها. يمكن للمسؤولين تحديد قاعدة افتراضية باستخدام الأداة الإضافية لنهج الأمان المحلي ، والاستثناءات لهذه القاعدة. تتضمن أنواع القواعد ما يلي: قاعدة التجزئة وقاعدة المسار وقاعدة الشهادة وقاعدة المنطقة التي تحدد الملف من خلال التجزئة أو المسار أو شهادة ناشر البرنامج أو منطقة إنترنت إكسبلور على التوالي. على سبيل المثال، يمكن تقييد عنصر تحكم آكتيف إكس للتشغيل فقط لمجال معين عن طريق تحديد سياسة تقييد البرامج المستندة إلى قاعدة الشهادة.

## ميزات الأمان والخصوصية الأخرى
- تتلقى كل جلسة تسجيل دخول مجموعتها الخاصة من أحرف محركات الأقراص. لا يمكن مشاركتها.[104]
- تم تحسين واجهة مستخدم أذونات الأمان مقارنة بنظام التشغيل ويندوز 2000. تقوم ورقة خصائص جديدة تسمى "الأذونات الفعالة" بتقييم الأذونات الضمنية مقابل الأذونات الصريحة والأذونات المعينة مقابل الأذونات الموروثة. عند تعيين أذونات الكائنات، يمكن البحث في أسماء المستخدمين والمجموعات ومبادئ الأمان في المجال وفقًا لمعايير محددة.
- تسمح ميزة تسجيل الدخول الثانوي (Run As) بتشغيل البرامج باستخدام رمز مميز مقيد إذا تم تحديد خيار حماية جهاز الكمبيوتر والبيانات من نشاط البرنامج غير المصرح به.
- بالنسبة لأجهزة الكمبيوتر غير المتعلقة بالمجال، يتم تعطيل عمليات تسجيل الدخول إلى الشبكة وتسجيلات الدخول الثانوية (Run As) لحسابات المستخدمين التي تحتوي على كلمات مرور فارغة. سيتم السماح فقط بعمليات تسجيل الدخول من شاشة تسجيل الدخول لوحدة التحكم الفعلية الرئيسية لكلمات المرور الفارغة.
- إذا تم حذف قاعدة بيانات Security Account Manager (SAM) من نظام تشغيل آخر، فلن يسمح نظام التشغيل ويندوز إكس بي بتجاوز تسجيل الدخول وسيظهر رسالة خطأ ثم يقوم بإيقاف تشغيل الكمبيوتر.
- ملخص SSP لاستعلامات HTTP وLDAP بين أنظمة ويندوز والأنظمة التي لا تعمل بنظام ويندوز حيث لا يتوفر Kerberos.
- تم تبسيط تكوين IPsec لعزل الخادم أو المجال باستخدام Simple Policy Update الذي يقلل عدد مرشحات IPsec من عدة مئات من المرشحات إلى مرشحين فقط.
- لم تعد مجموعة المستخدمين "الجميع" تتضمن Anonymous SID.
- قدم نظام التشغيل ويندوز إكس بي حسابات LOCAL SERVICE وخدمة NETWORK SERVICE لتشغيل بعض خدمات ويندوز بشكل منفصل بحيث يتم تقليل الامتيازات والوصول المعين للخدمات إلى تلك المطلوبة لأدوارها فقط. بهذه الطريقة، يتم تقليل أي سطح هجوم محتمل عندما يستغل المهاجم الخدمة.
- AuthZ API الذي يطبق مراقب أمان kernel NT في وضع المستخدم للتطبيقات لحماية الكائنات.
- دعم P3P في انترنت اكسبلورر 6.

## ميزات الشبكات والاتصالات

### شبكات الواي فاي
لم يدعم الدعم اللاسلكي لنظام التشغيل ويندوز 2000 التجوال السلس والتكوين التلقائي. تدعم خدمة Wireless Zero Configuration الخاصة بنظام التشغيل ويندوز إكس بي التكوين التلقائي للشبكة اللاسلكية مع إعادة المصادقة عند الضرورة، وبالتالي توفير إمكانية التجوال السلس وتحديد الترتيب المفضل للاتصالات. في حالة عدم وجود نقطة وصول لاسلكية، يمكن لنظام التشغيل ويندوز إكس بي إعداد شبكة لاسلكية مخصصة. يوجد دعم أصلي لمصادقة WPA و WPA2 في شبكات البنية التحتية مع تطبيق أحدث حزم الخدمة والتحديثات. يتضمن ويندوز إكس بي معالج إعداد الشبكة اللاسلكية الذي يدعم طريقة ويندوز Connect Now: USB Flash Drive (WCN-UFD) لتسهيل إعداد الشبكة اللاسلكية للمستخدمين عديمي الخبرة.

#### مشاركة اتصال الانترنت
في نظام التشغيل ويندوز إكس بي، تم دمج مشاركة اتصال الإنترنت مع UPnP، مما يسمح باكتشاف مضيف ICS والتحكم فيه عن بعد. يحتوي على مكون جدولة حزم الخدمة. عندما يكون عميل ICS على شبكة سريعة نسبيًا ويكون مضيف ICS متصلاً بالإنترنت من خلال ارتباط بطيء، فقد يقوم ويندوز بحساب الحجم الأمثل لنافذة تلقي TCP بشكل غير صحيح استنادًا إلى سرعة الارتباط بين العميل ومضيف ICS، ومن المحتمل أن مما يؤثر على حركة المرور من المرسل سلبا. يقوم مكون ICS QoS بتعيين حجم نافذة تلقي TCP إلى نفس الحجم الذي سيكون عليه إذا كان جهاز الاستقبال متصلاً مباشرة بالارتباط البطيء.
تشتمل مشاركة اتصال الإنترنت أيضًا على محلل DNS محلي في نظام التشغيل ويندوز إكس بي لتوفير تحليل الأسماء لكافة عملاء الشبكة على الشبكة المنزلية، بما في ذلك أجهزة الشبكة التي لا تعمل بنظام ويندوز. ICS أيضًا على دراية بالموقع، أي أنه عند الاتصال بمجال ما، يمكن أن يحتوي الكمبيوتر على "نهج مجموعة" لتقييد استخدام ICS ولكن عندما تكون في المنزل، يمكن تمكين ICS.
يمكن لنظام التشغيل ويندوز إكس بي الاتصال بنقاط الاتصال التي تم إنشاؤها باستخدام خدمات التزويد اللاسلكي.

##### جودة الخدمة لأجهزة المودم والوصول عن بعد
عندما تصل تطبيقات متعددة إلى الإنترنت في وقت واحد دون أي جودة خدمة ولا يكون الاتصال بالسرعة الكافية، يتم تعيين حجم نافذة تلقي TCP على النافذة الكاملة للبيانات أثناء النقل التي يستخدمها التطبيق الأول في الاتصال حتى يتم الوصول إلى حالة مستقرة. ستستغرق الاتصالات اللاحقة التي تجريها التطبيقات الأخرى وقتًا أطول بكثير للوصول إلى الحجم الأمثل للنافذة وسيكون معدل الإرسال للتطبيق الثاني أو الثالث دائمًا أقل من التطبيق الذي أنشأ الاتصال أولاً. في مثل هذه الارتباطات البطيئة، يقوم مكون جودة الخدمة في نظام التشغيل ويندوز إكس بي تلقائيًا بتمكين نظام جدولة العجز الدائري، والذي يقوم بإنشاء قائمة انتظار منفصلة لكل تطبيق ويخدم قوائم الانتظار هذه بطريقة دائرية.

###### دعم IPv6
يجب تثبيت IPv6 وتكوينه من سطر الأوامر باستخدام سياق ipv6 لواجهة netsh حيث لا يوجد دعم لواجهة المستخدم الرسومية. بعد تعيين عنوان الارتباط المحلي لواجهة الشبكة، يمكن إجراء التكوين التلقائي عديم الحالة للعناوين المحلية والعالمية بواسطة نظام التشغيل ويندوز إكس بي. يمكن تعيين عناوين IPv6 الثابتة في حالة عدم وجود جهاز توجيه IPv6 على الرابط المحلي. يمكن إعداد آليات الانتقال مثل الأنفاق التي تم تكوينها يدويًا و6to4. يتم تمكين ملحقات الخصوصية واستخدامها بشكل افتراضي. يتم تنشيط 6to4 تلقائيًا لعناوين IPv4 العامة بدون عنوان IPv6 عالمي. يمكن إعداد أنواع أخرى من الأنفاق تشمل: 6over4، وTeredo، وISATAP، وPortProxy. يساعد Teredo أيضًا في اجتياز المخروط وشبكات NAT المقيدة. يتم تمكين الترحيل الخاص بمضيف Teredo عندما يتم تعيين عنوان IPv6 عالمي، وإلا يتم تمكين وظيفة عميل Teredo.
يمكن لمحلل DNS لنظام التشغيل ويندوز إكس بي إجراء استعلامات DNS باستخدام IPv4 فقط، ولا يستخدم IPv6 نفسه كوسيلة نقل لإجراء الاستعلام. ومع ذلك، عندما يرسل استعلام DNS سجلات موارد IPv4 وIPv6، يتم تفضيل عناوين IPv6. لا يدعم نظام التشغيل ويندوز إكس بي DHCPv6 وبروتوكول الربط بين نقطتين. يتوفر تطبيق DHCPv6 مفتوح المصدر يسمى Dibbler، على الرغم من أن التكوين التلقائي عديم الحالة يجعله غير ضروري إلى حد كبير.

###### خدمة النقل الذكي في الخلفية
يتضمن نظام التشغيل ويندوز إكس بي خدمة النقل الذكي في الخلفية، وهي خدمة ويندوز تعمل على تسهيل النقل ذي الأولوية والمقيد وغير المتزامن للملفات بين الأجهزة التي تستخدم النطاق الترددي للشبكة الخامل. لن تقوم BITS بنقل البيانات إلا عندما يكون هناك نطاق ترددي لا تستخدمه التطبيقات الأخرى، على سبيل المثال، عندما تستخدم التطبيقات 80% من عرض النطاق الترددي المتاح، ستستخدم BITS فقط نسبة 20% المتبقية. تقوم BITS بمراقبة حركة مرور الشبكة باستمرار بحثًا عن أي زيادة أو نقصان في حركة مرور الشبكة وتقيد عمليات النقل الخاصة بها لضمان حصول التطبيقات الأمامية الأخرى (مثل متصفح الويب) على النطاق الترددي الذي تحتاجه. تدعم BITS أيضًا استئناف عمليات النقل في حالة حدوث اضطرابات. يدعم الإصدار 1.0 من BITS التنزيلات فقط. بدءًا من الإصدار 1.5، تدعم BITS كلاً من التنزيلات والتحميلات. تتطلب عمليات التحميل خادم ويب IIS، مع ملحق خادم BITS، على الجانب المتلقي.
تستخدم مكونات ويندوز إكس بي مثل ويندوزأبديت BITS لتنزيل التحديثات، لذلك يتم استخدام النطاق الترددي الخامل فقط لتنزيل التحديثات ويمكن استئناف التنزيل في حالة انقطاع الاتصال بالشبكة. يستخدم BITS قائمة انتظار لإدارة عمليات نقل الملفات وتنزيل الملفات نيابة عن طلب التطبيقات بشكل غير متزامن، أي أنه بمجرد أن يطلب التطبيق من خدمة BITS للنقل، سيكون له الحرية في القيام بأي مهمة أخرى، أو حتى إنهاؤها. سيستمر النقل في الخلفية طالما أن اتصال الشبكة موجود وتم تسجيل دخول مالك المهمة. تدعم BITS عمليات النقل عبر بروتوكول نقل النص الفائق وبروتوكول نقل النص الفائقالامن. ذا بدأ أحد تطبيقات الشبكة في استهلاك المزيد من النطاق الترددي، فإن BITS يقلل معدل النقل الخاص به للحفاظ على التجربة التفاعلية للمستخدم، باستثناء التنزيلات ذات الأولوية الأمامية. يتم عرض BITS من خلال نموذج كائن المكون (COM)، مما يجعل من الممكن استخدامها مع أي لغة برمجة تقريبًا.

###### إرسال بالفاكس
يحتوي نظام التشغيل ويندوز إكس بي على وحدة تحكم الفاكس لإدارة الفاكسات والإعدادات الواردة والصادرة والمؤرشفة. تظهر شاشة مراقبة الفاكس فقط في منطقة الإعلام عندما يكون إرسال الفاكس أو استقباله قيد التقدم. إذا تم تمكين الاستقبال اليدوي للفاكسات، فسيظهر عند مكالمة فاكس واردة. يتم فتح رسائل الفاكس المؤرشفة في Windows Picture وFax Viewer بتنسيق TIFF. عند تثبيت مايكروسوفت اوتلوك، تقوم خدمة الفاكس تلقائيًا بالتبديل من دفتر عناوين ويندوز إلى استخدام دفتر عناوين اوتلوك.
يقدم نظام التشغيل ويندوز إكس بي واجهة برمجة تطبيقات نموذج كائن المكون (COM) لمطوري التطبيقات لدمج وظائف الفاكس.

###### ويندوز شبكة نظير إلى نظير
قدمت حزمة الشبكات المتقدمة ، التي أصبحت فيما بعد جزءًا من حزمة الخدمة SP2، شبكة نظير إلى نظير وبروتوكول تحليل اسم النظير (PNRP) إلى نظام التشغيل ويندوز إكس بي. يعمل عبر IPv6. تتكون بنية P2P في نظام التشغيل ويندوز إكس بي من المكونات التالية:
PNRP: يوفر هذا نشر الاسم الديناميكي وحل الأسماء لنقاط النهاية. PNRP هو بروتوكول تحليل أسماء موزع يسمح لمضيفي الإنترنت بنشر "أسماء النظراء" وعناوين IPv6 المقابلة ومعلومات أخرى بشكل اختياري. يمكن للمضيفين الآخرين بعد ذلك حل اسم النظير، واسترداد العناوين المقابلة والمعلومات الأخرى، وإنشاء اتصالات نظير إلى نظير.
إذا كان اسم النظير آمنًا، فسيتم توقيع سجلات اسم PNRP بواسطة سلطة النشر، ويمكن التحقق منها باستخدام مفتاحه العام. يمكن لأي شخص نشر أسماء النظراء غير الآمنة، دون إمكانية التحقق منها. يمكن لكيانات متعددة نشر نفس اسم النظير. على سبيل المثال، إذا كان اسم النظير مرتبطًا بمجموعة، فيمكن لأي عضو في المجموعة نشر عناوين لاسم النظير. يتم نشر أسماء النظراء وحلها ضمن نطاق محدد. يمكن أن يكون النطاق عبارة عن رابط محلي، أو موقع (مثل الحرم الجامعي)، أو الإنترنت بالكامل.
الرسوم البيانية : يسمح PNRP أيضًا بإنشاء شبكة متراكبة تسمى الرسم البياني . يتوافق كل نظير في شبكة التراكب مع عقدة في الرسم البياني. يتم حل العقد إلى العناوين باستخدام PNRP. تشترك جميع العقد الموجودة في الرسم البياني في معلومات مسك الدفاتر المسؤولة عن عمل الشبكة ككل. على سبيل المثال، في شبكة إدارة الموارد الموزعة، ما هي العقدة التي لديها المورد الذي يجب مشاركته. تتم مشاركة هذه المعلومات كسجلات ، والتي يتم غمرها لجميع النظراء في الرسم البياني. يقوم كل نظير بتخزين السجل في قاعدة بيانات محلية. يتكون السجل من رأس ونص. يحتوي النص على بيانات خاصة بالتطبيق الذي يستخدم واجهة برمجة التطبيقات (API) يحتوي الرأس على بيانات وصفية لوصف البيانات الموجودة في النص كأزواج اسم وقيمة متسلسلة باستخدام لغة التوصيف القابلة للتوسعة (XML)، بالإضافة إلى معلومات المؤلف والإصدار. كما يمكن أن يحتوي على فهرس لبيانات الجسم للبحث السريع. يمكن للعقدة الاتصال بالعقد الأخرى مباشرةً أيضًا، للاتصال الذي لا يلزم مشاركته مع الرسم البياني بأكمله.
التجميع : تسمح واجهة برمجة التطبيقات نظير إلى نظير أيضًا بإنشاء شبكة تراكب آمنة تسمى جروب، تتكون من جميع العقد أو مجموعة فرعية منها في الرسم البياني. يمكن مشاركة المجموعة بواسطة تطبيقات متعددة، على عكس الرسم البياني. يجب أن يكون من الممكن التعرف على جميع النظراء في المجموعة من خلال اسم فريد، ومسجلين باستخدام بروتوكول تحليل اسم النظير، وأن يكون لديهم شهادة توقيع رقمي تُعرف باسم شهادة عضو المجموعة (GMC). جميع السجلات المتبادلة موقعة رقميًا. يجب دعوة الزملاء للانضمام إلى المجموعة. تحتوي الدعوة على GMC الذي يمكنه من الانضمام إلى المجموعة.

###### مشاركة الملفات البسيطة
يقدم نظام التشغيل ويندوز إكس بي نموذجًا أكثر بساطة لمشاركة الملفات مع المستخدمين المحليين في بيئة متعددة المستخدمين وعبر الشبكة يُسمى "مشاركة الملفات البسيطة". مشاركة الملفات البسيطة التي يتم تمكينها افتراضيًا لأجهزة الكمبيوتر غير المرتبطة بالمجال، تعمل على تعطيل علامة التبويب "الأمان" المنفصلة المستخدمة لتعيين قوائم/أذونات ACL المتقدمة وتمكين واجهة مشتركة لكليهما - الأذونات على مجلدات نظام الملفات ومشاركتها. مع تمكين مشاركة الملفات البسيطة، لا يمكن قراءة مجلد "المستندات" أو مجلداته الفرعية والكتابة إليه إلا بواسطة مالكه والمسؤولين المحليين. ولا تتم مشاركته على الشبكة. من خلال تحديد الخيار جعل هذا المجلد خاصًا في خصائصه، يتم أيضًا رفض أذونات المسؤولين المحليين لمجلد المستندات. لمشاركة الملفات مع حسابات مستخدمين أخرى على نفس الكمبيوتر عند تمكين ميزة مشاركة الملفات البسيطة، يتضمن نظام التشغيل ويندوز إكس بي مجلد الوثائق المشاركة.
تعمل مشاركة الملفات البسيطة على تعطيل أذونات المشاركة المحلية ومشاركة الشبكة. فهو يشارك العنصر مع مجموعة "الجميع" على الشبكة مع حق الوصول للقراءة فقط أو الكتابة، دون المطالبة بكلمة مرور ولكن فرض أذونات المستخدم الضيف.

###### معيد التوجيه المصغر لـ WebDAV
في نظام التشغيل ويندوز إكس بي، تمت إضافة "WebDAV mini-redirector" والذي يُفضل بشكل افتراضي على عميل مجلدات الويب القديم. يعمل هذا العميل الأحدث كخدمة نظام على مستوى معيد توجيه الشبكة (فوق نظام الملفات مباشرة)، مما يسمح بتعيين مشاركات WebDAV لحرف محرك أقراص واستخدامها بواسطة أي برنامج، حتى من خلال جدران الحماية وشبكات ترجمة عناوين الشبكة (NATs). يمكن للتطبيقات فتح الملفات البعيدة على خوادم HTTP، وتحرير الملف، وحفظ التغييرات مرة أخرى في الملف (إذا كان الخادم يسمح بذلك). يسمح معيد التوجيه أيضًا بمعالجة مشاركات WebDAV عبر مسارات UNC (على سبيل المثال، يتم تحويل http://host/path/ إلى \\host\path\) للتوافق مع واجهات برمجة تطبيقات نظام ملفات Windows. من المعروف أن معيد التوجيه WebDAV المصغر لديه بعض القيود في دعم المصادقة.

###### ميزات الشبكات الأخرى
- انترنت اكسبلورر 6 قابل للترقية إلى انترنت اكسبلورر 8 مع ويندوز RSS Platform.
- Outlook Express 6 ودفتر عناوين ويندوز وNetMeeting 3.01 وMSN اكسبلورر 6.
- التكوين البديل لعميل DHCP لدعم أكثر من شبكة واحدة أو في حالة عدم توفر خادم DHCP.
- تم تحسين محلل ويندوز إكس بي DNS من خلال إضافة أولويات الشبكة الفرعية. إذا تلقى تحليل DNS تعيينات متعددة لعناوين IP (سجلات مورد) من خادم DNS، وكانت بعض السجلات تحتوي على عناوين IP من شبكات يتصل بها الكمبيوتر مباشرة، فإن المحلل يضع سجلات الموارد هذه أولاً. يقلل هذا السلوك من حركة مرور الشبكة عبر الشبكات الفرعية عن طريق إجبار أجهزة الكمبيوتر على الاتصال بموارد الشبكة الأقرب إليها.[106]
- جسر الشبكة [107] ( IEEE 802.1D Transparent Bridge) يسمح لجهاز كمبيوتر يعمل بنظام التشغيل ويندوز إكس بي بالعمل كجسر لوسائط شبكة مختلفة، مما يلغي الحاجة إلى تكوين شبكات IP فرعية وأجهزة توجيه متعددة لتوصيل وسائط شبكة متعددة معًا.
- معالج إعداد الشبكة لإعداد الشبكة على أجهزة الكمبيوتر غير المرتبطة بالمجال، وهو تطور لمعالج الشبكة المنزلية لنظام التشغيل ويندوز Me. يعمل ويندوز إكس بي أيضًا على تحسين معالجات الاتصال لإعداد اتصالات الإنترنت أو VPN أو الوصول عن بعد إلى الشبكة.
- واجهات برمجة تطبيقات اجتياز NAT لتجريد وظائف UPnP. تظهر أجهزة UPnP IGD في اتصالات الشبكة إذا تم تثبيت عميل IGD Discovery and Control ويمكن أن يؤدي النقر المزدوج على الأيقونة الخاصة بها إلى بدء اتصال بالإنترنت عبر جهاز البوابة وإظهار معلومات الحالة. يتم أيضًا عرض تعيينات منفذ NAT ويمكن إعدادها.[108]
- بروتوكول PPPoE مدمج للوصول الفردي الموثق إلى الخوادم البعيدة.
- يعد Connection Manager هو طالب العميل الذي يتمتع بالقدرة على الاتصال باتصالات الوصول عن بعد المخصصة ودفاتر الهاتف المخصصة لأرقام الوصول التي يمكن إنشاؤها باستخدام مجموعة إدارة الاتصال (CMAK). يدعم Connection Manager المفضلة لحفظ الإعدادات لمواقع شبكات متعددة، وميزات التسجيل من جانب العميل ورد الاتصال، ويكشف المزيد من الإعدادات غير المتوفرة سابقًا في واجهة المستخدم. يوجد دعم لتقسيم الأنفاق (على الرغم من أنه غير آمن) لاتصالات VPN حتى يتمكن عملاء VPN من الوصول إلى الإنترنت.
- يستخدم ويندوز Update ضغط دلتا الثنائي وبالتالي يتم تقليل حجم تحديثات ويندوز إكس بي المطلوب تنزيلها.
- تحسين الدعم للأشعة تحت الحمراء بما في ذلك شبكات IrDA (أجهزة مودم IrCOMM وIrNET وP2P).[109]
- علامة تبويب دعم حالة اتصال الشبكة التي تعرض تكوين IP وتوفر وظيفة "إصلاح" بنقرة واحدة لتنفيذ سلسلة من الخطوات لإعادة تعيين اتصال الشبكة.
- يتضمن نظام التشغيل ويندوز إكس بي أدوات تشخيص الشبكة مثل Netsh diag وnetdiag.exe في أدوات الدعم وBasic Network Diagnostics المدمجة في مركز التعليمات والدعم.
- توجد واجهات برمجة تطبيقات Winsock جديدة للأداء ودعم IPv6. يتم عرض واجهات برمجة تطبيقات الوعي بموقع الشبكة من خلال Winsock لتحديد حالات الشبكة وإخطار تطبيقات عميل Winsock بالتغييرات. تستفيد مكونات ويندوز إكس بي مثل مشاركة اتصال الإنترنت وجدار حماية ويندوز ومعالج إعداد الشبكة من واجهات برمجة التطبيقات الخاصة بموقع الشبكة.
- يتمتع Winsock بالقدرة على الإصلاح الذاتي إذا تسببت عملية إلغاء تثبيت Winsock LSP في إتلافه. كما يمكن للمستخدمين أيضًا إعادة تعيين وإصلاح مكدس Winsock التالف يدويًا باستخدام أمر إعادة تعيين Winsock netsh .
- دعم تغليف PVC (RFC 2684)
- يحتوي NDIS 5.1 على تحسينات في الأداء وإشعارات أحداث التوصيل والتشغيل والطاقة لبرامج تشغيل المنفذ المصغر وإلغاء الإرسال وعدادات إحصائية 64 بت. يدعم NDIS البعيد أجهزة الشبكة المتصلة عبر USB.
- دعم موسع لأجهزة المودم الناعمة ومحولات HomePNA.
- إعلام عندما تكون الشبكة محدودة أو معدومة الاتصال.
- يعرض TAPI 3.1 واجهات COM. تم تضمين موفري خدمات الهاتف عبر بروتوكول الإنترنت المستندة إلى H.323v2 ومؤتمرات البث عبر بروتوكول الإنترنت (AV) المتعددة عبر بروتوكول الإنترنت (AV). يتضمن TAPI 3.1 أيضًا محطات الملفات (تسجيل بيانات التدفق)، والمحطات الطرفية القابلة للتوصيل (إضافة كائن طرفي خارجي) ، وUSB/HID Phone TSP (التحكم في هاتف USB واستخدامه كنقطة نهاية للبث) ودعم الاكتشاف التلقائي لخوادم TAPI. تم تنفيذ العديد من الخدمات التكميلية H.323 لميزات أكثر ثراءً للتحكم في المكالمات (تحويل المكالمات، وتعليق المكالمات، وتحويل المكالمات، وتعليق المكالمات، والالتقاط).
- ويندوز Messenger وRTC (الاتصال في الوقت الحقيقي) Client API لتوفير خدمات المراسلة الفورية والتواجد واتصالات AV والسبورة البيضاء ومشاركة التطبيقات وإلغاء الصدى الصوتي وتشفير الوسائط وخدمات الكمبيوتر إلى الهاتف ومن الهاتف إلى الكمبيوتر الشخصي للتطبيقات.
- بالنسبة لأجهزة الكمبيوتر الموجودة في مجموعة عمل، تدعم خدمة الوقت في ويندوز في نظام التشغيل ويندوز إكس بي ميزة وقت الإنترنت الجديدة (عميل NTP)، والتي تقوم بتحديث الساعة على كمبيوتر المستخدم عن طريق المزامنة مع خادم وقت NTP على الإنترنت. تعتبر هذه الميزة مفيدة لأجهزة الكمبيوتر التي لا تحافظ ساعة الوقت الحقيقي الخاصة بها على الوقت الصحيح.
- يدعم مايكروسوفت message Queuing 3.0 المراسلة عبر الإنترنت (المرجعية إلى قوائم الانتظار عبر HTTP، والرسائل بتنسيق SOAP، ودعم MSMQ لخدمات معلومات الإنترنت)، والأسماء المستعارة لقائمة الانتظار، والبث المتعدد للرسائل، ودعم إضافي للصيانة البرمجية وإدارة قوائم الانتظار وMSMQ نفسها. يتواصل عملاء MSMQ 3 مباشرة مع Active Directory باستخدام LDAP.

## ميزات أخرى
- خدمات معلومات الإنترنت 5.1.
- كوم + 1.5.
- واجهة برمجة تطبيقات الكلام 5.1.
- دعم SAPI 5 في مايكروسوفت Narrator
- يعتمد الرسام على GDI+ وبالتالي، يمكن حفظ الصور أصلاً بتنسيق جيه بي إي جي وGIF وTIFF وبي إن جي دون الحاجة إلى مرشحات رسومات إضافية (بالإضافة إلى BMP). ومع ذلك، لا تزال شفافية قناة ألفا غير مدعومة لأن إصدار الرسام +GDI يمكنه معالجة ما يصل إلى 24 بت فقط من الصور العميقة. تمت إضافة دعم الحصول على الصور من الماسح الضوئي أو الكاميرا الرقمية أيضًا إلى برنامج الرسام.
- يتمتع الدفتر بدعم Unicode الكامل في نظام التشغيل ويندوز إكس بي، مما يمكّن الدفتر من دعم لغات متعددة. يأتي نظام التشغيل ويندوز إكس بي المزود بحزمة الخدمة SP1 مزودًا بعنصر التحكم RichEdit 4.1.
- تحسينات عامة على الدعم الدولي مثل المزيد من اللغات المحلية واللغات والبرامج النصية في Uniscribe ودعم MUI الموسع وأدوات IME المحسنة ودعم اللغات الوطنية.
- تعمل الخيارات الإقليمية وخيارات اللغة على تجميع لغات شرق آسيا والنصوص المعقدة واللغات التي تُكتب من اليسار إلى اليمين معًا، ويمكن تثبيتها عن طريق تحديد خيار مربع اختيار واحد. يوجد دعم احتياطي للخط للغات شرق آسيا.
- يقدم نظام التشغيل ويندوز إكس بي متغير "الموقع" الجديد الذي يمكن للمستخدم تعيينه والاستعلام عنه باستخدام واجهة برمجة تطبيقات GetGeoInfo لتوفير خدمات خاصة بالموقع.
- دعم Unicode الكامل في عنصر التحكم RichEdit الذي يتم توفيره في نظام التشغيل ويندوز إكس بي ويستخدمه برنامج WordPad.
- دعم الأجهزة اللوحية والشاشات الحساسة للقلم، والشاشات ذات الاتجاه الرأسي في ويندوز إكس بي Tablet PC Edition. ويتضمن أيضًا التعرف على الكلام للتحكم في نظام التشغيل وإملاء النص في التطبيقات باستخدام عنصر تحكم RichEdit أو Text Services Framework، والتعرف على الكتابة اليدوية ودعم الحبر الرقمي الذي يمكن الوصول إليه من خلال لوحة إدخال الكمبيوتر اللوحي (TIP). يتضمن أيضًا تطبيقات تكمل هذه الميزات مثل ويندوز Journal وSticky Notes لتدوين الملاحظات ولعبة تسمى InkBall والعديد من تطبيقات الكمبيوتر اللوحي الإضافية القابلة للتنزيل والإضافات وألعاب الطاقة.
- مايكروسوفت Active Accessibility 2.0 API، مما يضيف دعمًا للتعليقات التوضيحية الديناميكية ونص MSAA. يمكن أيضًا تثبيت واجهة برمجة تطبيقات إمكانية الوصول الأحدث، مايكروسوفت UI Automation، على نظام التشغيل ويندوز إكس بي.
- يدعم نظام التشغيل ويندوز إكس بي إجمالي مليون صفقة بطاقة في نسخته من FreeCell . تم تحديث Pinball لإصلاح خطأ استخدام وحدة المعالجة المركزية بشكل كبير.
- يعد مركز المساعدة والدعم شاملاً للغاية ويحتوي على مقالات مفصلة حول كيفية الاستخدام واستكشاف الأخطاء وإصلاحها ومسرد للمصطلحات وفهرس لجميع المقالات. يحتوي مركز المساعدة والدعم على المفضلة والتاريخ وخيارات البحث المتقدم. ويتضمن القدرة على البحث عبر مصادر معلومات متعددة بما في ذلك مصادر المساعدة على الإنترنت مثل قاعدة معارف مايكروسوفت. يمكن للمستخدمين مشاركة محتوى التعليمات وتثبيته من وإلى أجهزة الكمبيوتر الأخرى التي تعمل بنظام التشغيل ويندوز إكس بي أو ويندوز Server 2003 أو التبديل للمساعدة في نظام تشغيل آخر مدعوم. مركز المساعدة والدعم هو أيضًا قابل للتخصيص من قبل OEM.
- مجموعة جديدة من PowerToys لتحسين وظائف نظام التشغيل بشكل كبير مثل تبديل Alt-tab، والتبديل السريع بين المستخدمين، وإنشاء عرض الشرائح، وعرض شرائح سطح المكتب، وتحسين ClearType، وPowertoys shell والملحقات، وتخصيص إعدادات نظام التشغيل.
- القدرة على تغيير مفتاح المنتج باستخدام معالج تنشيط منتج ويندوز.

## ميزات جديدة قابلة لتنزيل
على الرغم من أن نظام التشغيل ويندوز إكس بي لم يأتي مزودًا بميزات ويندوز الرئيسية التالية، إلا أنه يمكن إضافة هذه الميزات الجديدة إلى نظام التشغيل ويندوز إكس بي عن طريق تنزيل هذه المكونات التي تم دمجها في الإصدارات اللاحقة من ويندوز.
- الإطار الصافي الإصدارات 1.0، 1.1، 2.0، 3.0، 3.5 و 4.0.
- ويندوز البحث 2.0، 3.0 و 4.0.
- ويندوز المدافع.
- إصدارات KMDF 1.0 و1.1 و1.5 و1.7 و1.9 وإصدارات UMDF 1.5 و1.7 و1.9.
- خدمات ويندوز لنظام التشغيل UNIX.
- حزمة أساسيات XPS.
- مايكروسوفت الظاهري PC 2004 و 2007.
- ويندوز لايف أساسيات 2009 والموجة 2.
- ويندوز PowerShell 1.0 و2.0 وويندوز Remote Management 1.0 و2.0.

## الإصدارات اللاحقة
بدءًا من نظام التشغيل ويندوز إكس بي المزود بحزمة الخدمة SP2، يتم تخزين تناقص حجم الصوت في السجل لتطبيقات لوحة المفاتيح والتحكم عن بعد التي تظهر على الشاشة ويمكن تخصيصها بواسطة جهات خارجية، وقد قام انترنت اكسبلورر بتحسين دعم إعدادات نهج المجموعة بما يتجاوز إعدادات الأمان. يضيف (KB918997) لنظامي التشغيل ويندوز إكس بي SP2 وويندوز إكس بي SP3 واجهة برمجة التطبيقات لشبكة LAN اللاسلكية للمطورين لإنشاء برامج عميل لاسلكية وإدارة ملفات التعريف والاتصالات. يوجد دعم IEEE 802.1X للاتصالات السلكية واللاسلكية. في حالة عدم توفر PKI لإصدار شهادات لاتصال VPN، يوجد دعم للمفتاح المشترك مسبقًا لمصادقة IKE. باستخدام KB912761 لنظام التشغيل ويندوز إكس بي SP2 أو لنظام التشغيل ويندوز إكس بي SP3، يمكن للمستخدمين تكوين ما إذا كان EFS يقوم بإنشاء شهادة موقعة ذاتيًا عند عدم توفر مرجع مصدق. كما يدعم جدار حماية ويندوز الذي يبدأ بنظام التشغيل ويندوز إكس بي SP2 أيضًا تصفية حالة IPv6. تم تحديث التطبيقات والأدوات مثل عميل Telnet وعميل FTP و ping وnslookup وtracert ومحلل DNS ومشاركة الملفات والطباعة و انترنت اكسبلورر وIIS لدعم IPv6. يدعم ويندوز إكس بي SP1 والإصدارات الأحدث مكتبة WIA v2.0 القابلة للتنزيل والتي توفر الوصول إلى وظائف WIA من خلال لغات البرمجة وبيئات البرمجة النصية التي تدعم أتمتة OLE.

### حزمة الخدمة 1
- تم تثبيت دعم LBA 48 بت لمحركات الأقراص ATA/ATAPI وبرامج التشغيل العامة لدعم UltraDMA Mode 5 و6.
- تم تثبيت الدعم والاستخدام الافتراضي لخوارزمية التشفير المتماثل AES-256 لجميع الملفات المشفرة بواسطة EFS.
- تم تثبيت دعم EAP-TLS، ودعم PEAPv0/EAP-MSCHAPv2.

#### دعم يو اس بي 2.0
بدءًا من ويندوز إكس بي Service Pack 1، يتم تثبيت برامج تشغيل USB 2.0 واجهة تحكم المضيف المحسنة العامة. يضيف ويندوز إكس بي أيضًا دعمًا لفئات أجهزة USB مثل Bluetooth وفئة أجهزة فيديو USB والتصوير (فئة أجهزة التقاط الصور الثابتة) وبروتوكول نقل الوسائط مع ويندوز Media Player 10.
بالنسبة لأجهزة التخزين كبيرة السعة، يقدم نظام التشغيل Windows XP واصفات الأجهزة للتمييز بين أنواع التخزين المختلفة بحيث يتمكن نظام التشغيل من تعيين سياسة التخزين المؤقت للكتابة الافتراضية المناسبة. على سبيل المثال، بالنسبة لأجهزة USB، فإنه يقوم بتعطيل التخزين المؤقت للكتابة بشكل افتراضي بحيث لا تؤدي الإزالة المفاجئة لهذه الأجهزة إلى فقدان البيانات. يوفر "إدارة الأجهزة " إعدادًا للتكوين سواء لتحسين الأجهزة من أجل الإزالة السريعة أو من أجل الأداء.

##### دعم فاير واير (IEEE 1394)
يتضمن نظام التشغيل ويندوز إكس بي دعم فاير واير800 (1394b) بدءًا من حزمة الخدمة 1.
كما هو مذكور في القسم أعلاه ، يتضمن ويندوز إكس بي دعمًا محسنًا لكاميرات FireWire وأجهزة الصوت والفيديو. يتم دعم تدفقات الصوت والفيديو MPEG-2 عبر FireWire من أجهزة استقبال الصوت والفيديو أو أجهزة فك التشفير أو DVD أو D-VHS أو مكبرات الصوت أو عمليات البث التلفزيوني. يدعم نظام التشغيل ويندوز إكس بي بروتوكول AV/C IEC 61883 لنقل البيانات المتزامن في الوقت الحقيقي لتطبيقات الصوت والفيديو. يسمح نظام التشغيل ويندوز إكس بي أيضًا بإظهار الأجهزة غير التابعة لـ FireWire كأجهزة FireWire افتراضية. يسمح الوصول المباشر للذاكرة عبر الناقل 1394 من المضيف إلى الهدف بتصحيح أخطاء kernel عبر FireWire.

###### حزمة الخدمة 2
- يمكن جعل أجهزة تخزين كتلة USB للقراءة فقط، لذا لا يمكن كتابة البيانات.[114]
- تم تقديم الأحداث الصوتية للنافذة المنبثقة المحظورة وشريط المعلومات في انترنت اكسبلورر.
- تم تقديم DirectX 9.0c (Shader Model 3.0).
- تم تثبيت مدير تصفية نظام الملفات وبرامج تشغيل عامل التصفية المصغر. بالمقارنة مع مرشحات نظام الملفات القديمة، فهي أسهل في التطوير وتوفر استقرارًا أفضل ويمكن تحميلها وإلغاء تحميلها في أي وقت. إنها تقلل عمليات الإدخال/الإخراج العودية في مكدس kernel ويمكنها معالجة العمليات الضرورية فقط. برامج تشغيل عامل تصفية نظام الملفات القديمة المرفقة بمكدس نظام الملفات مباشرة ولا تتمتع بالمرونة المذكورة أعلاه.
- تم تقديم وظائف إضافية للملفات غير المتصلة عبر تعديلات التسجيل. من خلال تحرير السجل، يمكن للمستخدمين منع رسائل الخطأ لأنواع الملفات التي لا يمكن للملفات غير المتصلة تخزينها مؤقتًا والتي يتم استبعادها من المزامنة. يمكن تعيين الملفات غير المتصلة لمستخدم غير موجود على جهاز الكمبيوتر الأساسي الخاص به (يتم تحديدها عن طريق مطابقة SID الخاص بالمستخدم الحالي مع SID المحدد في التسجيل) للحذف عند تسجيل الخروج. يمكن أيضًا منع تخزين الملفات غير المتصلة بالإنترنت المعينة إداريًا في ذاكرة التخزين المؤقت للمستخدمين غير الأساسيين.
- تم تضمين ويندوز Media Player 9 Series مع ويندوز Media Format Runtime 9.0، مع إمكانية تحديث Media Player وFormat Runtime لاحقًا إلى الإصدارين 10 و11.
- يوجد دعم أساسي ولكن لجودة الإنتاج في نظام التشغيل ويندوز إكس بي لنفق IPv6 وTeredo من خلال حزمة الشبكات المتقدمة.
- تم تثبيت حالات أداء معالج ACPI المحسنة للمعالجات متعددة النواة.
- تم تقديم ويندوز Movie Maker 2، وهو تنزيل مجاني تم إصداره في عام 2002، ليحل محل ويندوز Movie Maker 1.1.
- تم تثبيت دعم DVCPRO50 وDVCPRO100.
- تم تقديم وضع خلط YUV في عارضي VMR-7 وVMR-9 الذي يقوم بإجراء المزج في مساحة ألوان YUV لتوفير عرض النطاق الترددي للذاكرة.
- تم تقديم powercfg.exe ، وهي أداة مساعدة لسطر الأوامر تسمح للمستخدمين بالتحكم في الإعدادات المتعلقة بإدارة الطاقة، مثل الإسبات أو إنشاء مخططات الطاقة. تتوفر معظم هذه الوظائف في شكل أكثر سهولة في الاستخدام في مربع حوار "خيارات الطاقة" ضمن "خصائص العرض".
- تم إدخال تغييرات هامة متعلقة بالأمان على MSRPC، وDCOM ،MSDTC و WMI.
- تم تقديم مدير المرفقات.
- ويندوز Installer 3.0، الذي يضيف أيضًا العديد من التحسينات على التصحيح مثل دعم إلغاء تثبيت التصحيح من خلال إضافة أو إزالة البرامج ، وتصحيحات دلتا الثنائية، وتسلسل التصحيح لتثبيت التصحيحات بالترتيب الصحيح، وتثبيت تصحيحات متعددة لمنتجات مختلفة في معاملة واحدة، والقضاء على طلبات الوسائط المصدر بالنسبة لتصحيحات ضغط دلتا، تم تضمين رفع التصحيح لحسابات المستخدمين المحدودة وقائمة موقع مصدر MSI وواجهات برمجة تطبيقات إدارة المخزون وإصلاح العديد من الأخطاء.
- BITS 2.0، وهو جزء من نظام التشغيل ويندوز إكس بي SP2، يدعم تثبيت الدعم لإجراء تنزيلات المقدمة المتزامنة، باستخدام مسارات كتلة رسائل الخادم للأسماء البعيدة، وتنزيل أجزاء من الملف، وتغيير البادئة أو الاسم الكامل لاسم بعيد، والحد من استخدام النطاق الترددي للعميل. يمكن ترقية BITS إلى الإصدار 2.5 في نظام التشغيل ويندوز إكس بي.
- تم تضمين http.sys وHTTP Server API، وهو خادم HTTP لوضع kernel للتطبيقات، المنقولة من ويندوز Server 2003.
- دعم وحدات التحكم المضيفة للإدخال/الإخراج الرقمي الآمن وأجهزة تخزين SD/MMC المتوافقة مع SDIO 1.0 بدءًا من نظام التشغيل ويندوز إكس بي SP2 من خلال برنامج تشغيل الناقل الذي توفره مايكروسوفت.[115]

###### دعم البلوتوث
أضاف ويندوز إكس بي Service Pack 2 دعمًا أصليًا للبلوتوث. يدعم نظام التشغيل ويندوز إكس بي بلوتوث وحدات دونجل بلوتوثالخارجية أو المدمجة المتصلة عبر USB. يدعم ويندوز إكس بي SP2 وSP3 بلوتوث1.1 (لكن ليس 1.0)، بلوتوث2.0 بلوتوث2.0+EDR. تدعم حزمة بلوتوث ملفات تعريف بلوتوثالتالية محليًا: PAN و SPP وDUN وHID وHCRP. قد تحل مكدسات الجهات الخارجية محل مكدس ويندوز إكس بي وقد تدعم المزيد من الملفات الشخصية أو الإصدارات الأحدث من بلوتوث.

###### منع تنفيذ البيانات
قدم نظام التشغيل ويندوز إكس بي Service Pack 2 ميزة منع تنفيذ البيانات. هذه الميزة، الموجودة كـ NX (EVP) في معالجات AMD AMD64 وXD (EDB) في معالجات انتل، يمكنها وضع علامة على أجزاء معينة من الذاكرة على أنها تحتوي على بيانات بدلاً من التعليمات البرمجية القابلة للتنفيذ، مما يمنع أخطاء الفائض من التسبب في تعليمات برمجية عشوائية تنفيذ. الغرض منه هو منع تطبيق أو خدمة من تنفيذ التعليمات البرمجية من منطقة ذاكرة غير قابلة للتنفيذ. يساعد هذا في منع بعض عمليات الاستغلال التي تخزن التعليمات البرمجية عبر تجاوز سعة المخزن المؤقت، على سبيل المثال. يتم تشغيل ميزة DEP في وضعين: ميزة DEP التي يتم فرضها عن طريق الأجهزة لوحدات المعالجة المركزية ( CPUs) التي يمكنها وضع علامة على صفحات الذاكرة على أنها غير قابلة للتنفيذ، وميزة DEP التي يتم فرضها عن طريق البرامج مع منع محدود لوحدات المعالجة المركزية (CPU) التي لا تتمتع بدعم الأجهزة. لا تحمي ميزة DEP التي يتم فرضها بواسطة البرنامج من تنفيذ التعليمات البرمجية في صفحات البيانات، ولكن بدلاً من ذلك من نوع آخر من الهجمات (الكتابة فوق SEH). تعمل ميزة DEP التي يتم فرضها عن طريق الأجهزة على تمكين بت NX على وحدات المعالجة المركزية المتوافقة، من خلال الاستخدام التلقائي لـ PAE نواة نظام تشغيل في نظام التشغيل ويندوز 32 بت والدعم الأصلي على نواة 64 بت. برنامج DEP، على الرغم من عدم ارتباطه ببت NX، هو ما تسميه مايكروسوفت تطبيقها لـ "التعامل الآمن مع الاستثناءات الهيكلية". يتحقق برنامج DEP/SafeSEH ببساطة من وقت طرح استثناء للتأكد من تسجيل الاستثناء في جدول دالة للتطبيق، ويتطلب إنشاء البرنامج معه.
إذا تم تمكين ميزة DEP لجميع التطبيقات ، فسيحصل المستخدمون على مقاومة إضافية ضد عمليات استغلال يوم الصفر. ولكن ليست كل التطبيقات متوافقة مع DEP، وبعضها سيقوم بإنشاء استثناءات DEP. ولذلك، لا يتم فرض ميزة DEP على كافة التطبيقات بشكل افتراضي في إصدارات 32 بت من ويندوز ويتم تشغيلها فقط لمكونات النظام الهامة. يقدم ويندوز إكس حزمة الخدمة 3 واجهات برمجة تطبيقات NX إضافية تسمح لمطوري البرامج بتمكين حماية أجهزة NX للتعليمات البرمجية الخاصة بهم، بشكل مستقل عن إعدادات فرض التوافق على مستوى النظام. يمكن للمطورين وضع علامة على تطبيقاتهم على أنها متوافقة مع NX عند إنشائها، مما يسمح بفرض الحماية عند تثبيت هذا التطبيق وتشغيله. يتيح ذلك نسبة أعلى من التعليمات البرمجية المحمية بواسطة NX في النظام البيئي للبرنامج على الأنظمة الأساسية 32 بت، حيث يتم تكوين سياسة توافق النظام الافتراضية لـ NX لحماية مكونات نظام التشغيل فقط.

###### جدار حماية ويندوز
قدم ويندوز إكس بي RTM جدار حماية الاتصال بالإنترنت. تمت ترقيته لاحقًا إلى جدار حماية ويندوز في ويندوز إكس بي Service Pack 2 مع دعم لتصفية حركة مرور IPv6 أيضًا. افتراضيًا، يقوم جدار حماية ويندوز بتنفيذ تصفية حزم الحالة لحركة المرور الواردة المطلوبة أو غير المرغوب فيها على كافة أنواع واجهات الشبكة (LAN/WLAN ،PPPoE ،VPN، اتصالات الطلب الهاتفي). مثل مشاركة اتصال الإنترنت، يتمتع جدار الحماية بسياسة معرفة الموقع، مما يعني أنه يمكن تعطيله في مجال الشركة ولكن يمكن تمكينه لشبكة منزلية خاصة. لديه خيار عدم السماح بجميع الاستثناءات التي قد تكون مفيدة عند الاتصال بشبكة عامة. يمكن أيضًا استخدام جدار الحماية كجدار حماية لعملاء ICS. عندما يقوم جدار الحماية بحظر برنامج ما، فإنه يعرض إشعارًا. يمكن تحديد حركة المرور المستثناة بواسطة منفذ TCP/UDP واسم ملف التطبيق والنطاق (جزء من الشبكة التي تنشأ منها حركة المرور المستثناة). وهو يدعم تعيين المنفذ و ICMP. يتم تضمين إمكانات سجل الأمان، والتي يمكنها تسجيل عناوين IP والبيانات الأخرى المتعلقة بالاتصالات الناشئة من شبكة المنزل أو المكتب أو الإنترنت. يمكنه تسجيل كل من الحزم المسقطة والاتصالات الناجحة. يمكن استخدام هذا، على سبيل المثال، لتتبع كل مرة يتصل فيها جهاز كمبيوتر على الشبكة بموقع ويب. يدعم جدار حماية ويندوزأيضًا التكوين من خلال "نهج المجموعة". يمكن للتطبيقات استخدام واجهات برمجة تطبيقات جدار حماية ويندوز لإضافة الاستثناءات تلقائيًا.

###### مركز أمان ويندوز
يوفر مركز أمان ويندوز للمستخدمين القدرة على عرض حالة إعدادات وخدمات أمان الكمبيوتر. يقوم مركز أمان ويندوز أيضًا بمراقبة إعدادات الأمان هذه باستمرار، ويبلغ المستخدم عبر بالون الإشعارات المنبثق إذا كانت هناك مشكلة. يتكون مركز أمان ويندوزمن ثلاثة مكونات رئيسية: لوحة التحكم وخدمة ويندوز وواجهة برمجة التطبيقات التي توفرها نوافذ إدارة الأجهزة. تقوم لوحة التحكم بتقسيم إعدادات الأمان المراقبة إلى فئات، يتم عرض عناوينها بخلفيات مرمزة بالألوان. يتم تحديد الحالة الحالية لهذه الإعدادات بواسطة خدمة ويندوزالتي تبدأ تشغيلها تلقائيًا عند بدء تشغيل الكمبيوتر، وتتحمل مسؤولية مراقبة النظام باستمرار بحثًا عن التغييرات. يتم توفير الإعدادات للنظام من خلال موفر WMI. يمكن لموردي برامج مكافحة البرامج الضارة وجدار الحماية التسجيل في "مركز الأمان" من خلال موفر WMI. تتم أيضًا مراقبة إعدادات ويندوز أبديت وحالتها والإبلاغ عنها.

###### حزمة الخدمات 3
- تم تثبيت ويندوز Imaging Component.
- تم تثبيت وحدة التحكم بالإدارة 3.0.
- تم تضمين MSI 3.1v2.
- موفر خدمة أمان بيانات الاعتماد (CredSSP) في نظام التشغيل ويندوز إكس بي SP3 (معطل افتراضيًا) والذي يوفر تسجيل الدخول الأحادي والمصادقة على مستوى الشبكة لخدمات سطح المكتب البعيد .
- تم تثبيت عميل حماية الوصول إلى الشبكة ودعم نهج المجموعة لمصادقة IEEE 802.1X لمحولات الشبكة السلكية.
- BITS 2.5، وهو جزء من نظام التشغيل ويندوز إكس بي SP3، يدعم تثبيت IPv6 ومصادقة العميل المستندة إلى الشهادة لعمليات نقل HTTP الآمنة ورؤوس HTTP المخصصة.
- تم تثبيت تحديث لاحق، تم دمجه في نظام التشغيل ويندوز إكس بي SP3، على أداة تشخيص الشبكة لبرنامج انترنت اكسبلورر.
- تم تثبيت خوارزميات التجزئة SHA-2 (SHA256 وSHA384 وSHA512) على CryptoAPI للتحقق من صحة شهادات X.509.
- تتضمن الإصلاحات العاجلة اللاحقة ونظام التشغيل ويندوز إكس بي SP3 دعمًا لبطاقات SDHC، بما في ذلك تلك التي يزيد حجمها عن 4 جيجابايت ولكن تصل إلى 32 جيجابايت.

## معلومات عامة حول ويندوز إكس بي
1. واجهة المستخدم:
  - جلب ويندوز إكس بي واجهة مستخدم جديدة تمامًا مقارنةً بالإصدارات السابقة. تم تحسين شكل ووظائف شريط المهام وقائمة "ابدأ" لتوفير تجربة مستخدم أكثر حداثة.
2. أداء وثبات:
  - تم تحسين أداء النظام وزيادة الثبات مما جعل ويندوز إكس بي يعمل بشكل أكثر فعالية على مجموعة متنوعة من الأجهزة.
3. تقنيات جديدة:
  - دعم لتقنيات الأجهزة الحديثة مثل USB 2.0 وتقنيات تحسين الأداء للمعالجات.
4. إدارة الطاقة:
  - تحسينات في إدارة الطاقة لتحسين عمر البطارية للأجهزة المحمولة.
5. أمان:
  - ويندوز إكس بي كان يحتوي على تحسينات في مجال الأمان مقارنةً بالإصدارات السابقة، وكان يوفر تحديثات أمان منتظمة عبر خدمة ويندوز أبديت.
6. دعم الشبكات:
  - تحسينات في إدارة الشبكات وتيسير الاتصال بالإنترنت.
7. ويندوز ميديا بلاير:
  - جلب إصدارًا جديدًا من ويندوز ميديا بلاير مما أتاح للمستخدمين تشغيل الملفات الصوتية والمرئية بسهولة.

رغم أن ويندوز إكس بي كان ناجحًا وشعبيًا، إلا أن مايكروسوفت قامت بإيقاف دعمه في عام 2014، مما يعني أنه لم يعد يتلقى تحديثات أمان وتصحيحات برمجية من الشرك.

## إصدار المركز الإعلامي 2005
- يتضمن ويندوز إكس بي ميديا سنتر الطبعة 2005 مايكروسوفت بلس طبعة الوسائط الرقمية مكونات إصدار الوسائط الرقمية مثل محول الصوت وصانع ملصقات الأقراص المضغوطة ووضع الرقص والحفلة وحافظات الشاشة والموضوعات من مايكروسوفت بلس! طبعة الوسائط الرقمية لنظام التشغيل ويندوز إكس بي.
- تم تضمين ويندوز موفي ميكر 2.5، والذي يتضمن نسخ أقراص DVD.